# Revoluția Română din 1989
Revoluția Română din 1989 a fost o perioadă de proteste, lupte de stradă și demonstrații desfășurate în România, între 16 și 25 decembrie 1989, făcând parte din șirul revoluțiilor de la 1989 din întreaga lume. Revoluția Română a început în Timișoara și s-a răspândit rapid în întreaga țară, culminând cu procesul și execuția secretarului general al Partidului Comunist Român (PCR), Nicolae Ceaușescu, și a soției sale Elena, și cu sfârșitul a 42 de ani de regim comunist în România. A fost, de asemenea, ultima înlăturare a unui guvern marxist-leninist dintr-o țară membră a Pactului de la Varșovia din timpul evenimentelor din 1989 și singura în care a fost răsturnată violent conducerea țării și în care dictatorul a fost executat. Revoluția a avut loc în urma unei perioade de austeritate severă, în care a fost impusă raționalizarea alimentelor și energiei electrice, instituită de regimul Ceaușescu pentru a rambursa datoria externă a țării și transformarea României în autarhie.
Primele proteste au avut loc la jumătatea lunii decembrie 1989, în Timișoara, ca răspuns la încercarea regimului de a-l suprima pe pastorul Bisericii Reformate Maghiare, László Tőkés. Protestele inițiale au fost urmate de solicitarea revoluționarilor români de înlăturare a lui Ceaușescu și schimbare de regim, după modelul revoluțiilor din celelalte state comuniste. Omniprezenta poliție politică, Securitatea, principalul factor de suprimare a disidenței în perioada comunistă, s-a dovedit, în cele din urmă, incapabilă să oprească revolta populară.
La scurt timp după un discurs public ratat al lui Ceaușescu în București, care a fost transmis la televiziunea de stat și vizionat de milioane de români, membrii de rând ai armatei au trecut, aproape în unanimitate, de la susținerea dictatorului la susținerea protestatarilor. Revoltele violente, care au avut loc în mai multe orașe din România pe parcursul a aproximativ o săptămână, l-au determinat pe liderul român să fugă din capitală pe 22 decembrie, împreună cu soția sa, Elena. Capturați la Târgoviște, cei doi au fost judecați de un tribunal militar, într-un proces simulacru, fiind acuzați de genocid, de prejudicierea economiei naționale și de abuz de putere pentru a executa acțiuni militare împotriva poporului român. Au fost găsiți vinovați de toate capetele de acuzare, condamnați la moarte și executați imediat în ziua de Crăciun 1989, fiind ultimele persoane condamnate la moarte și executate în România.
Istoria României după 1989 s-a desfășurat în umbra moștenirii regimului Ceaușescu și a despărțirii tumultuoase de acesta. După ce Ceaușescu a fost răsturnat, Frontul Salvării Naționale (FSN), constituit în mare parte din foști membri PCR și condus de Ion Iliescu, a preluat rapid puterea. Ales cu o majoritate zdrobitoare în mai 1990, FSN a instaurat o serie de reforme economice și democratice, continuate de guvernările ulterioare. România după 1989 a devenit integrată în sistemul occidental, devenind membră a NATO în anul 2004 și a Uniunii Europene în anul 2007. Reformele democratice de după revoluție au avut un succes moderat, problemele legate de corupție și proasta administrație persistând și în România secolului XXI. Tranziția de la economie planificată la economie de piață începând cu anii 1990 a dus la recuperarea, în mare parte, a decalajului economic față de media europeană, accentuând totodată inegalitatea în țară și ducând la emigrare masivă.

## Context istoric
La fel ca în țările vecine, în anul 1989 majoritatea populației din România nu era mulțumită de regimul comunist. Politica economică și de dezvoltare a lui Ceaușescu (inclusiv proiecte de construcții grandioase și un regim de austeritate menit să permită României să-și plătească întreaga datorie externă) era considerată responsabilă pentru penuria extinsă din țară; în paralel cu creșterea dificultăților economice, poliția secretă, Securitatea, era omniprezentă, făcând din România un stat polițienesc.

### Austeritatea în România anilor 1980

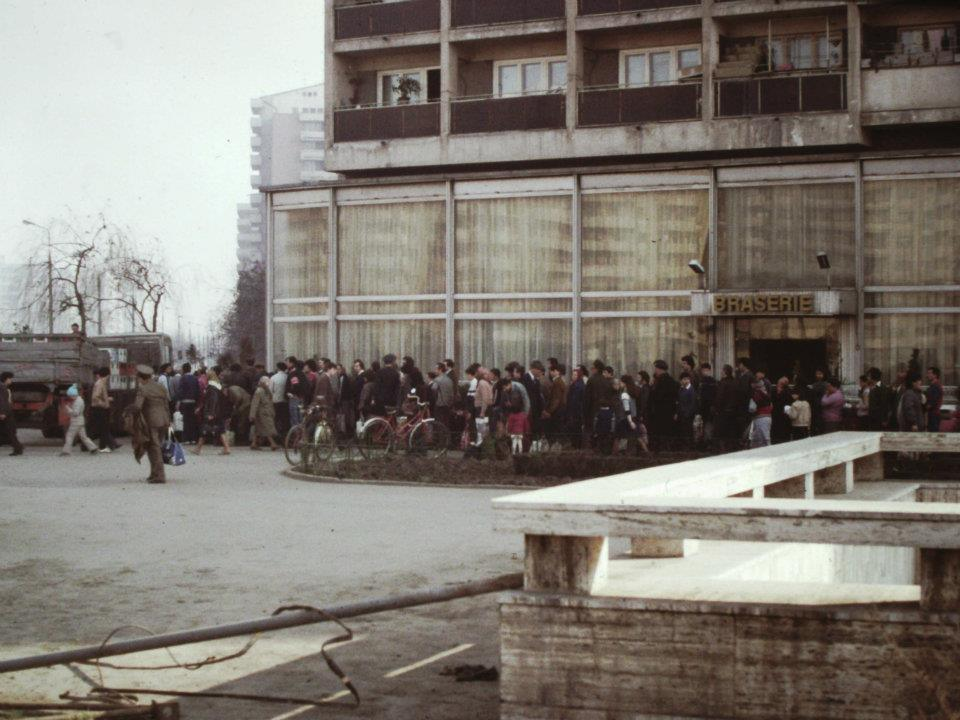
Coadă la ulei, București, 1986

În anul 1982, regimul Ceaușescu inițiază un plan de reducere a datoriei externe a României. O parte din banii care până atunci erau destinați producerii și distribuirii de produse alimentare a fost redirecționată pentru plata datoriilor pe care țara le avea către creditorii externi, în special către Occident. Acest lucru a condus în scurt timp la colapsul pieței produselor de consum din România. În această situație, statul a raționalizat alimentele, bunurile de consum și distribuția de energie, conducând la cozi lungi pentru produsele de bază. Colapsul economic, penuria și deteriorarea abruptă a condițiilor de viață au încurajat disidența în rândul populației largi.

### Revolta de la Brașov din 1987
Premergătoare revoluției române din 1989 a fost greva spontană din 1987 a muncitorilor de la Întreprinderea de Autocamioane Brașov. Demonstranții au scandat revendicări sociale: „Vrem mâncare și căldură!”, „Vrem banii noștri!”, „Vrem mâncare la copii!”, „Vrem lumină și căldură!” și „Vrem pâine fără cartelă!” Greva fusese brutal reprimată.

### Scrisoarea celor șase
Ca urmare a măsurilor severe de austeritate din anii 1980, în martie 1989, o serie de activiști de frunte ai PCR au semnat o scrisoare în care criticau în termeni duri politica economică a regimului Ceaușescu, document supranumit Scrisoarea celor șase. Semnatarul principal a fost Gheorghe Apostol, căruia i s-au alăturat Alexandru Bârlădeanu, Corneliu Mănescu, Grigore Ion Răceanu, Constantin Pârvulescu și Silviu Brucan. La scurtă vreme după, Nicolae Ceaușescu declară că Republica Socialistă România a reușit achitarea datoriei externe de circa 11 miliarde de dolari. Semnatarii scrisorii au fost arestați, interogați și puși în stare de arest la domiciliu. Scrisoarea a fost un indicator al nemulțumirii față de politicile regimului, până și în eșalonul superior al PCR.

### Congresul al XIV-lea al Partidului Comunist
La 11 noiembrie 1989, înainte de Congresul al XIV-lea al Partidului Comunist, pe străzile Brezoianu și Kogălniceanu din București, studenții din Cluj-Napoca și București au demonstrat cu pancarte „Vrem reforme!” împotriva guvernului Ceaușescu. Studenții Mihnea Paraschivescu, Grațian Vulpe, economistul Dan Căprariu-Schlachter din Cluj-Napoca și alții au fost arestați și anchetați de lucrătorii Securității de la Penitenciarul Rahova pentru propagandă împotriva societății socialiste. O încercare timidă de a protesta împotriva regimului combinată cu bucuria calificării naționalei române de fotbal la un campionat mondial (victoria cu 3-1 în fața naționalei Danemarcei a făcut ca după 20 de ani România să participe din nou la un campionat mondial, cel din Italia) a fost dispersată de Securitate, care și-a infiltrat lucrătorii operativi printre studenți.
Între 20 și 24 noiembrie 1989 a avut loc Congresul al XIV-lea al PCR, care - contrar așteptărilor opiniei publice interne și internaționale - nu a adus nici o schimbare în politica partidului. Ceaușescu a fost reales în funcția de secretar general al PCR, partidul unic (comunist) din România.
De asemenea, ceilalți membri ai Comitetului Politic Executiv (CPEx) al CC au fost confirmați în funcția lor. În discursul final rostit la Congres, Ceaușescu a amintit și de Pactul Molotov-Ribbentrop, cerând anularea consecințelor acestuia (implicit, retrocedarea de către Uniunea Sovietică a Basarabiei și Bucovinei de Nord, anexate în virtutea acestui pact).

### Contextul internațional
Căderea Zidului Berlinului și înlocuirea în noiembrie 1989 a liderului bulgar Todor Jivkov sunt semne ale unui climat revoluționar în Europa de Est.
La 4 decembrie 1989, Ceaușescu a participat împreună cu o delegație la întrunirea din Moscova a conducătorilor țărilor participante la Tratatul de la Varșovia și a fost primit separat de Mihail Gorbaciov. Liderul sovietic a ținut o informare cu privire la rezultatele întâlnirii pe care o avusese cu George H. W. Bush în Malta. Spre deosebire de ceilalți conducători ai țărilor membre Pactului de la Varșovia, Ceaușescu nu a sprijinit interesele Uniunii Sovietice, ci a urmărit o politică externă proprie. În timp ce liderul sovietic Mihail Gorbaciov vorbea despre reformă, activitatea lui Ceaușescu semăna cu megalomania și cultul personalității al liderilor comuniști est-asiatici precum nord-coreeanul Kim Ir-sen.

## Desfășurarea evenimentelor

### Înainte de 16 decembrie

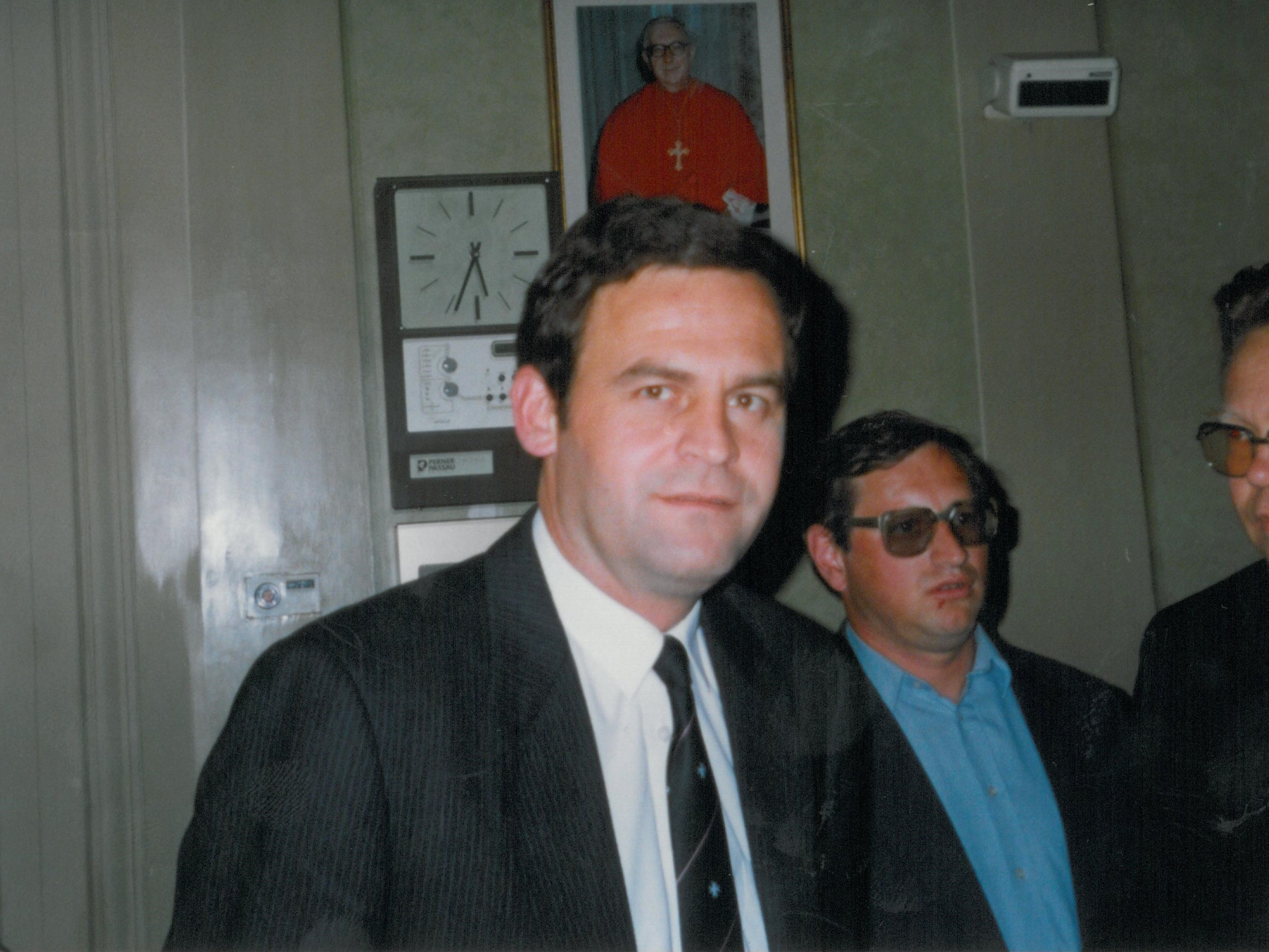
Pastorul reformat, László Tőkés

O încercare timidă de a protesta împotriva regimului, combinată cu bucuria calificării naționalei române de fotbal la un campionat mondial (victoria din 15 noiembrie 1989, cu 3-1 în fața naționalei Danemarcei a făcut ca după 20 de ani România să participe din nou la un Mondial, cel din Italia), a fost dispersată de Securitate care și-a infiltrat lucrătorii operativi printre studenți. La cea mai mare întreprindere din Timișoara, UMT, o parte a muncitorilor a încercat realizarea unui protest și popularizarea lui în oraș, dar Securitatea a reușit calmarea spiritelor.
În ziua de 11 decembrie 1989, la emisiunea politică „Panorama” de la postul TV Budapesta 1, s-au difuzat imagini video din Timișoara, avându-l în prim plan pe pastorul reformat László Tőkés, care cerea sprijin pentru a nu fi mutat din comunitatea religioasă pe care o conducea. Până în ziua de 15 decembrie 1989, enoriașii și un număr mic de cetățeni ai orașului au vegheat în fața bisericii din Piața Maria. În acea seară, lucrători ai Securității, în civil, au încercat arestarea participanților, izbucnind încăierări, care însă nu s-au generalizat sau extins.

### 16 decembrie

#### Timișoara: primele manifestații

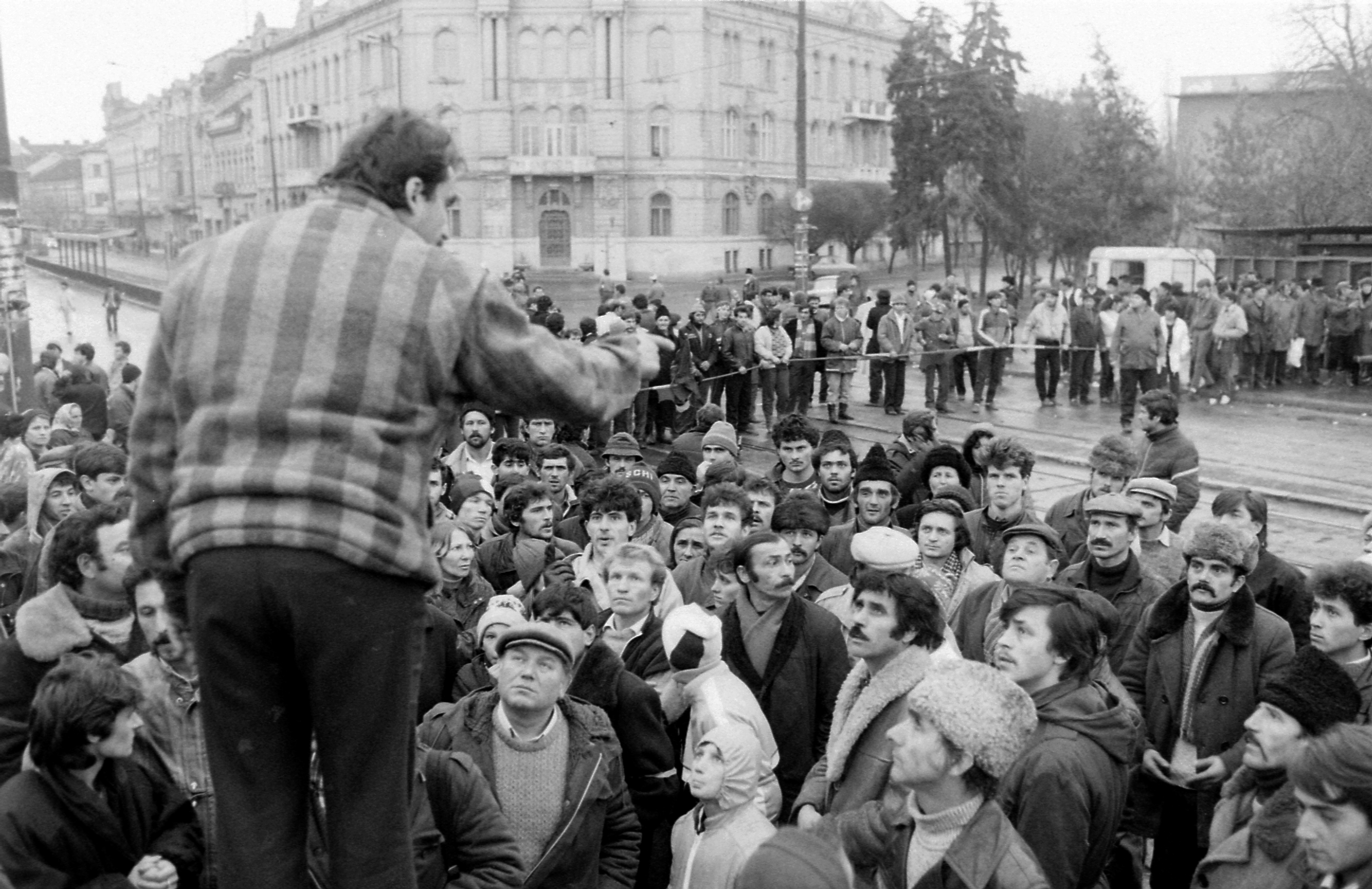
Demonstrație de pe 16 decembrie, pe Bulevardul Tudor Vladimirescu din Timișoara

La 16 decembrie a izbucnit un protest în Timișoara ca răspuns la încercarea guvernului de a-l evacua pe pastorul reformat László Tőkés. Pastorul făcuse recent comentarii critice la adresa regimului în mass media internațională, iar guvernul a considerat că a făcut declarații antiromânești. La cererea guvernului, episcopul său l-a revocat din post, privându-l astfel de dreptul de a locui în apartamentul la care era îndreptățit ca pastor. Enoriașii s-au adunat în jurul casei sale pentru a-l proteja de hărțuire și evacuare. Mulți trecători, printre care și enoriași ai unei biserici baptiste din apropiere, s-au alăturat protestului, neștiind detaliile și aflând de la susținătorii pastorului că aceasta era o nouă încercare a regimului comunist de a restricționa libertatea religioasă.
Când a devenit evident că mulțimea nu va dispărea, primarul Petre Moț a făcut câteva declarații, sugerând că s-ar fi răzgândit în privința evacuării lui Tőkés. În același timp, mulțimea crescuse amenințător— și de vreme ce Petre Moț a refuzat să-și confirme în scris declarația împotriva evacuării pastorului, mulțimea a început să scandeze sloganuri anticomuniste. Au fost oprite tramvaie în Piața Sfânta Maria de pe care s-au ținut discursuri anticomuniste de către poetul Ion Monoran, Daniel Zăgănescu, Laszlo Borbely. Daniel Zăgănescu se urcă pe unul dintre tramvaie și strigă: "Jos Ceaușescu!". Mai apoi Tiberiu Covaci a făcut același lucru, urcat pe unul din tramvaie. Călătorii au coborât acolo și au văzut că în fața casei pastorului László Tőkés sunt oameni cu lumânări aprinse care protestează împotriva unei decizii abuzive de mutare a pastorului din oraș. O coloană de demonstranți s-a deplasat spre Consiliul Județean Timiș pentru a discuta cu autoritățile. La 19:30, protestul s-a extins, cauza inițială trecând în planul secund. În consecință, forțele de miliție și ale Securității au intrat în scenă. Unii protestatari au încercat să pătrundă în  clădirea care găzduia comitetul județean al Partidului Comunist Român (PCR). Securitatea a răspuns cu gaze lacrimogene și jeturi de apă, în timp ce miliția a recurs la forță și la arestarea multora. Ei s-au mutat în jurul Catedralei Mitropolitane și au plecat într-un marș de protest prin oraș, fiind din nou confruntați de forțele de securitate. Până dimineață, majoritatea protestatarilor vor fi arestați de către forțele de represiune.

#### București: gestiunea revoltei de la Timișoara
Directorul Departamentului Securității Statului, Iulian Vlad, trimite la Timișoara o echipă operativă de rang înalt pentru a înăbuși revolta.

### 17 decembrie

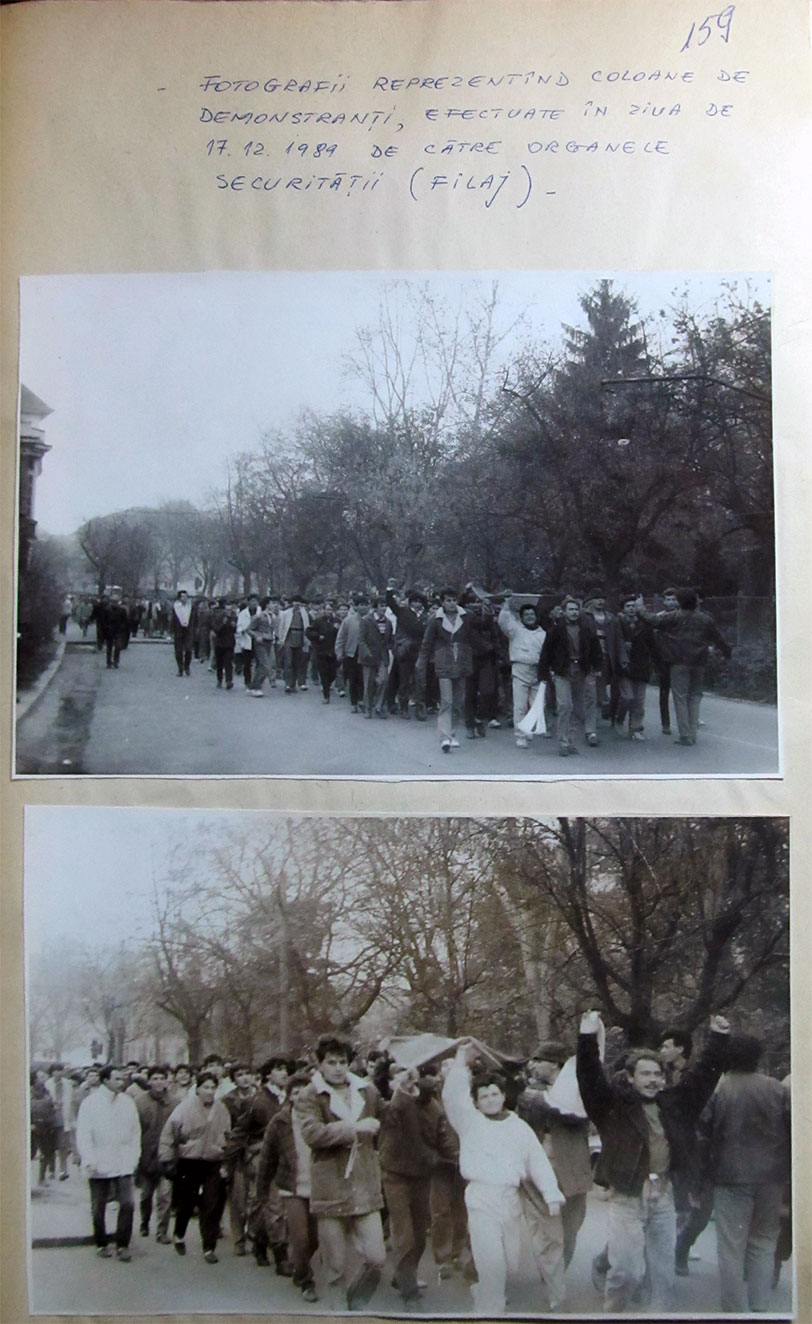
Fotografii filaj Securitate în Timișoara, 17 decembrie 1989 (anexa la dosar penal nr. 4/P/1990)

#### București: întâlnirea Comitetului Executiv al PCR
Ceaușescu a obținut din partea Comitetului Executiv al PCR aprobarea formală pentru folosirea forței pentru înăbușirea revoluției de la Timișoara. Acesta organizează o teleconferință în regim de urgență cu reprezentanții administrației de la Timișoara. În jurul orei 17:30, dictatorul dă ordin să se deschidă focul împotriva civililor.

#### Timișoara:Radu cel Frumos

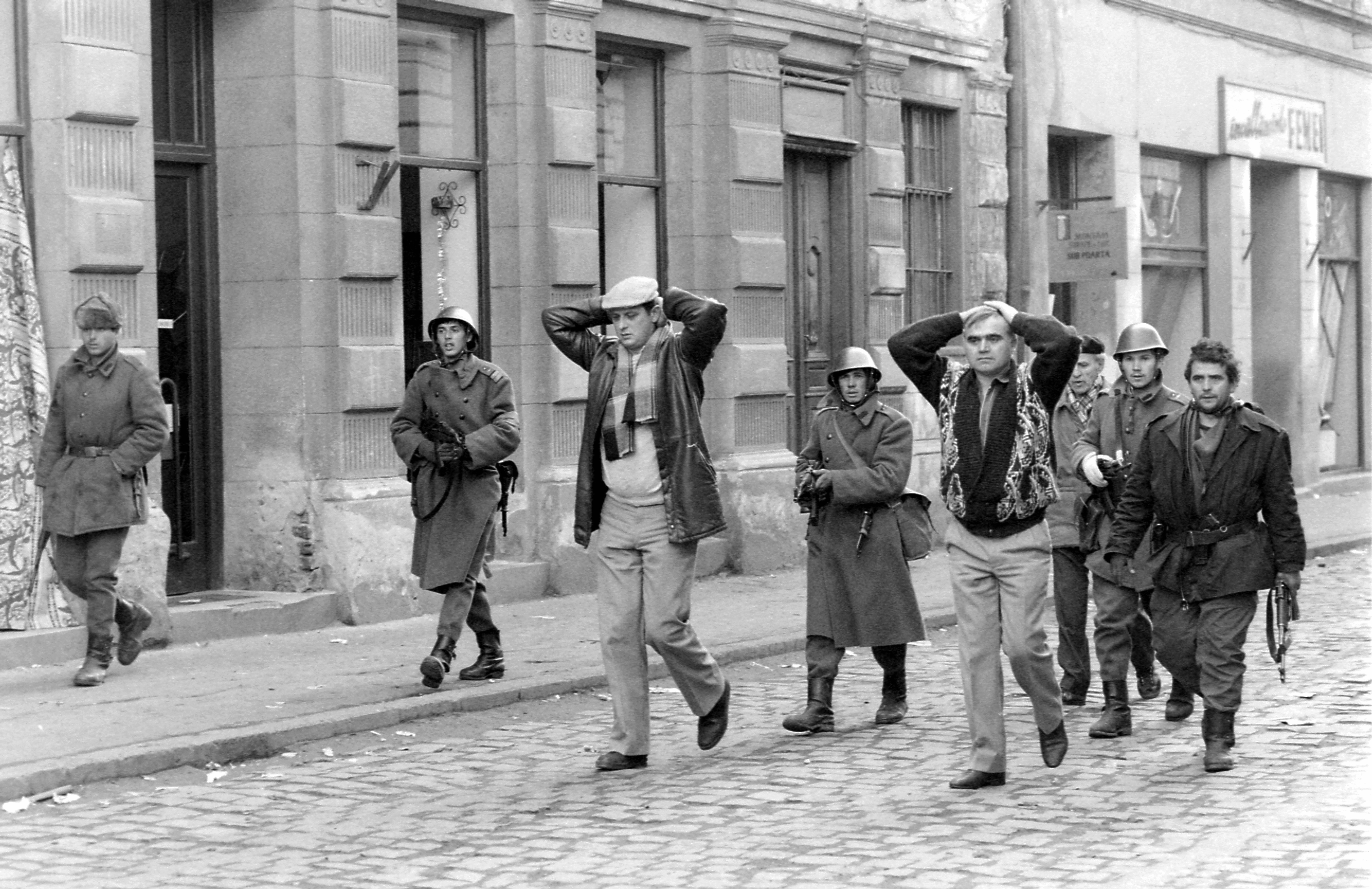
Protestatari arestați la Timișoara

Protestele s-au amplificat în data 17 decembrie. Protestatarii au intrat în jurul orei 16:00 în clădirea Comitetului Județean și au aruncat pe fereastră documentele partidului, broșurile de propagandă, scrierile lui Ceaușescu și alte simboluri ale puterii comuniste. Au încercat din nou să incendieze clădirea, dar de această dată au fost opriți de unități militare.
În jurul orei 18:45, forțele armate din Timișoara primesc ordinul cu indicativul Radu cel Frumos, semnal pentru înarmarea militarilor cu muniție de război și trecerea la alarmă parțială de luptă. În decursul serii de 17 decembrie sunt uciși sau răniți peste 300 de oameni.
Armata a eșuat în încercarea sa de a restabili ordinea, reușind să transforme Timișoara într-un infern: focuri de armă, victime, lupte de stradă, mașini în flăcări, TAB-uri care transportau forțe de securitate înarmate și tancuri. După ora 20:00, se trăgeau focuri de armă din Piața Libertății până la Operă, inclusiv în zona podului Decebal, Calea Lipovei și Calea Girocului. Tancuri, camioane și TAB-uri blocau accesul în oraș, în timp ce elicopterele patrulau zona. După miezul nopții protestele s-au domolit. Ion Coman, Ilie Matei și Ștefan Gușă au inspectat orașul.

### 18 decembrie

#### Timișoara: greva generală

Manifestul „A căzut tirania” tipărit la Timișoara în 22 decembrie 1989

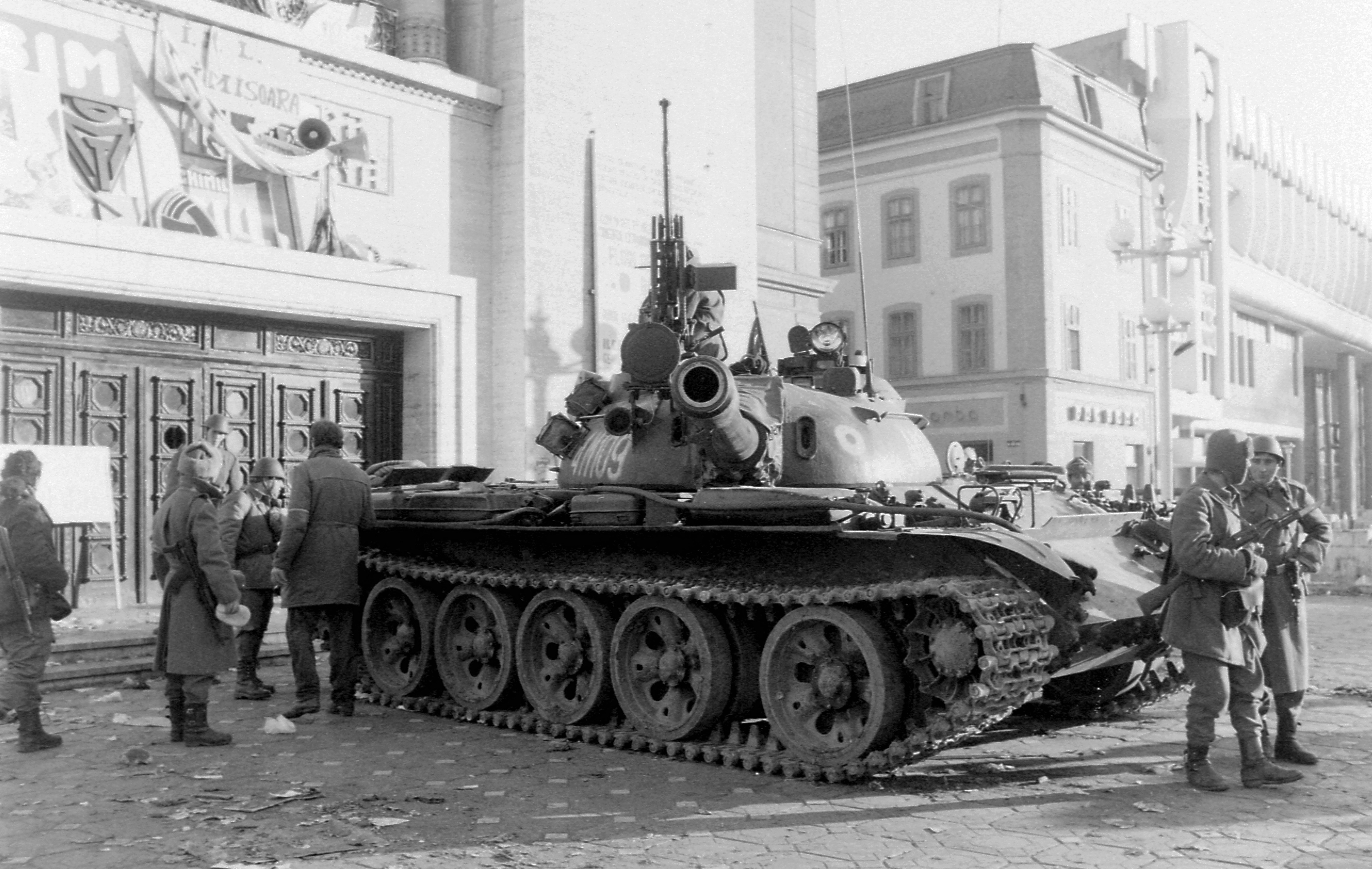
Tancuri ale Armatei Populare Române în fața Operei din Timișoara

În dimineața zilei de 18 decembrie, centrul Timișoarei era păzit de soldați și agenți de Securitate în haine civile. Primarul Petre Moț a cerut o adunare a partidului la Universitate, cu scopul de a condamna „vandalismul” zilelor precedente. De asemenea, a decretat legea marțială, interzicând populației să circule în grupuri mai mari de două persoane. Sfidând interdicțiile, un grup de 30 de tineri au înaintat spre Catedrala Ortodoxă, unde au fluturat drapele tricolore din care tăiaseră stema comunistă. Așteptându-se să se tragă în ei, au început să cânte „Deșteaptă-te, române!”, un vechi cântec patriotic care fusese interzis din 1947. Într-adevăr s-a tras asupra lor, unii dintre ei au murit, alții au fost răniți grav, în timp ce unii au avut norocul să scape.
În aceeași seară, 43 de cadavre ale celor împușcați mortal la demonstrație, dar și ale unor răniți executați în Spitalul Județean, au fost sustrase de la morga spitalului și duse la București pentru ca urmele represiunii să fie șterse. Cadavrele vor fi incinerate la crematoriul „Cenușa” din București, cenușa a fost colectată în patru pubele de gunoi și ulterior deversată într-o gură de canal aflată pe raza localității Popești-Leordeni, Ilfov.

#### București: plecarea lui Ceaușescu în Iran
La 18 decembrie, la ora 8:15, Nicolae Ceaușescu îi convoacă la reședința sa de pe strada Primăverii pe oamenii cheie ai conducerii de stat, cu care se întâlnește pe rând: generalul Marin Neagoe, șeful Direcției a V-a din cadrul Securității. În jurul orei 8:30 se prezintă ministrul apărării, generalul Vasile Milea, urmat de ministrul de interne Tudor Postelnicu și directorul Securității, generalul Iulian Vlad.
Informat în detaliu asupra represiunii de la Timișoara, dictatorul Nicolae Ceaușescu decide că nu este cazul să își anuleze vizita în Iran, părăsind România cu o aeronavă cu destinația Teheran. Avionul prezidențial a decolat la ora 9:30 și, pentru prima oară, a fost însoțit pe tot teritoriul țării și deasupra apelor teritoriale din Marea Neagră de patru avioane de vânătoare tipul MIG, fapt repetat și la întoarcere, pe 20 decembrie. Ceaușescu a fost însoțit de generalul Marin Neagoe și de ministrul de externe Ion Stoian.

#### Câteva sfaturi pentru cei aflați în aceste zile la mare
Pe data de 18 decembrie 1989, în ziarul Scînteia Tineretului apare un articol nespecific perioadei din an, denumit Câteva sfaturi pentru cei aflați în aceste zile la mare, despre care s-a presupus că ar conține instrucțiuni pentru grupările teroriste ce au acționat în perioada imediat următoare. Sorin Preda, autorul articolului din Scînteia Tineretului, a declarat ulterior că articolul avea un caracter umoristic (fiind publicat în secțiunea "Pagina elevului") și că totul a fost scos din context.
| Textul original publicat în Scînteia Tineretului | Interpretarea mesajului |
| --- | --- |
| „Câteva sfaturi pentru cei aflați în aceste zile la mare”—Evitați expunerea intempestivă și prelungită la soare. E de preferat să începeți mai prudent, cu reprize scurte de 10-15 minute – când pe-o parte, când pe alta. Astfel, vă veți asigura un bronzaj plăcut și uniform. Nu vă avântați prea mult în larg. Oricum, în caz de pericol, nu strigați. Este inutil. Șansele ca prin apropiere să se afle vreo persoană dispusă a vă asculta sunt minime. Profitați de binefacerile razelor ultraviolete. După cum se știe, ele sunt mai active între orele 5,30 și 7,30. Se recomanda cu precădere persoanelor mai debile. Dacă sunteți o fire sentimentală și agreați apusurile soarelui, librăriile de pe litoral vă oferă un larg sortiment de vederi cu acest subiect. Și încă ceva – dacă aceste v-au pus pe gânduri și aveți deja anumite ezitări, gândindu-vă să renunțați în favoarea muntelui, înseamnă că nu iubiți în suficientă măsură marea. | „Câteva indicații pentru cei aflați în aceste zile în misiuni la diferite obiective”—Evitați atacurile prelungite asupra obiectivelor. Este indicat să atacați cu prudență, în serii scurte de 10-15 minute din diferite direcții. Astfel vă veți asigura o supraprotecție și rezultatele vor fi mai bune. Nu vă apropiați prea mult de obiectiv(pericol de capturare sau de ucidere). În caz de pericol(rănire sau capturare) nu cereți ajutor, fiindcă nu va fi nimeni care să vă ajute sau să vă asculte. Acționați și atacați obiectivele dimineața mai devreme, în special între orele 5:30 și 7:30. Acest sistem se recomandă pentru apărătorii mai fricoși sau mai neinstruiți, între aceste ore oboseala fiind mai accentuată după o noapte de veghe. Este indicat ca pe înserate, să vă refaceți rezervele de muniție și alte produse: depozitele știute sunt bine dotate, cu sortimente variate. Dacă aveți ezitări, sunteți afectat într-un fel sau altul, sau vă gândiți să renunțați, înseamnă că nu v-ați îndeplinit în totalitate misiunea pentru care ați fost pregătiți. |

### 19 decembrie

#### Timișoara: retragerea armatei
Pe 19 decembrie, Radu Bălan și Ștefan Gușă au vizitat muncitorii din fabricile timișorene, dar au eșuat în a-i determina să-și continue munca. Armata deschide focul împotriva muncitorilor în apropierea intreprinderii ,,ELBA" Timișoara.

#### București: operațiuneaTrandafirul
În cadrul operațiunii denumite Trandafirul, 43 de cadavre ale victimelor demonstrațiilor din Timișoara din zilele precedente, dar și ale unor răniți executați în Spitalul Județean Timiș, au fost transportate la București, unde au fost incinerate în Crematoriul Cenușa. Scopul era ștergerea urmelor masacrului de la Timișoara. Dispariția cadavrelor urma să fie explicată susținând că persoanele respective au părăsit fraudulos țara, fugind în statele vecine.

### 20 decembrie

#### Timișoara: primul oraș liber de comunism
Pe 20 decembrie, coloane masive de muncitori au intrat în oraș. 100.000 de protestatari au ocupat Piața Operei (astăzi „Piața Victoriei”) și au început să strige sloganuri anti-guvernamentale: „Noi suntem poporul!”, „Armata e cu noi!”, „Nu vă fie frică, Ceaușescu pică!”. În foaierul Teatrului Național din Timișoara, o serie de cetățeni curajoși (Lorin Fortuna, Claudiu Iordache, Ioan Chiș, Maria Traistariu) vor crea Frontul Democratic Român, cu un Program politic în care se regăseau cererile celor aflați în Piață. Între timp, Emil Bobu și Constantin Dăscălescu au fost desemnați de Elena Ceaușescu (Nicolae Ceaușescu era la acel moment într-o vizită în Iran) să se întâlnească cu o delegație a protestatarilor (Ioan Savu, Petre Petrișor și alte 11 persoane); totuși, ei au refuzat să îndeplinească revendicările oamenilor și situația a rămas în mare parte neschimbată.

#### București: întoarcerea lui Ceaușescu
Evenimentele din Timișoara au fost descrise în jurnalele de știri ale radiourilor Radio Europa Liberă și Vocea Americii, ascultate clandestin de către români, precum și de către studenții care se întorceau acasă pentru sărbătorile de Crăciun. Întors din Iran pe data de 20 decembrie 1989, Ceaușescu descoperă în țară o situație deteriorată. La ora 19:00, pe 20 decembrie, el a ținut o cuvântare televizată, transmisă dintr-un studio TV situat în interiorul clădirii Comitetului Central, în care i-a etichetat pe cei care protestau la Timișoara ca dușmani ai Revoluției Socialiste.

### 21 decembrie

#### Timișoara: Frontul Democratic Român
Pe 21 decembrie, trenuri încărcate cu muncitori de la fabrici din Oltenia au sosit la Timișoara. Regimul a încercat să-i folosească la înăbușirea protestului, dar până la urmă aceștia s-au alăturat timișorenilor. Un muncitor explica: „Ieri, directorul fabricii noastre și un oficial al Partidului ne-au strâns în curte, ne-au dat bâte din lemn și ne-au spus că huliganii și ungurii devastează Timișoara și că este de datoria noastră să mergem acolo și să ajutăm la înăbușirea demonstrațiilor. Dar acum mi-am dat seama că nu este adevărat.” În aceeași zi, la propunerea lui Ioan Lorin Fortuna se înființează Frontul Democratic Român ca organizație politică menită ,,a realiza un dialog cu guvernul, în scopul democratizării țării”
Treptat situația iese de sub controlul autorităților. Mai mulți militari încep să fraternizeze cu demonstranții. La sfârșitul zilei, Timișoara este declarată oraș liber de către demonstranți.

#### București: ultimul discurs al dictatorului
La propunerea primarului capitalei, Barbu Petrescu, a fost convocată pentru 21 decembrie în jurul prânzului o mare adunare populară menită să exprime sprijinul populației față de conducerea de partid și de stat. Vorbind de la balconul Comitetului Central (CC), Ceaușescu a evocat o serie de realizări ale „revoluției socialiste” și ale „societății socialiste multilateral dezvoltate” din România. Populația, totuși, a rămas indiferentă, doar rândurile din față sprijinindu-l pe Ceaușescu cu scandări și aplauze. Lipsa sa de înțelegere a evenimentelor și incapacitatea de a trata situația au ieșit din nou în evidență când a oferit, într-un act de disperare, creșterea salariilor muncitorilor cu o sumă de 200 de lei pe lună și a continuat să laude realizările "Revoluției Socialiste", neînțelegând că altă revoluție se desfășura chiar în fața sa.
Mișcări bruște venind de la periferia adunării și sunetul unor petarde au transformat manifestația în haos. Speriată la început, mulțimea a încercat să se împrăștie. O parte dintre participanții la adunare s-a regrupat lângă hotel Intercontinental și a început o manifestație de protest care apoi a devenit revoluție.
Încercările ulterioare ale cuplului Ceaușescu de a recâștiga controlul mulțimii folosind formule ca „Alo, alo!” sau „Stați liniștiți la locurile voastre!” au rămas fără efect. Transmisiunea directa de televiziune a fost întreruptă pentru aceste clipe. O mare parte a mulțimii a plecat pe străzi, în piață au rămas activiștii de partid, membrii gărzilor patriotice, militarii îmbrăcați în civil, oamenii cei mai fideli ai dictatorului. După câteva minute, Ceaușescu a fost în stare să-și continue discursul, promițând măriri de salarii și pensii, apoi s-a întors în interiorul clădirii CC.
Oamenii care au părăsit piața erau panicați, aruncau pe jos steagurile și pancartele cu lozinci. Foarte mulți dintre ei s-au regrupat pe străzile învecinate Pieței Palatului și au început să strige sloganuri anticomuniste și anticeaușiste: „Jos dictatorul!”, „Moarte criminalului!”, „Noi suntem poporul, jos cu dictatorul!”, „Ceaușescu, cine ești/Criminal din Scornicești”. În cele din urmă, protestatarii au invadat centrul din Piața Kogălniceanu până în Piața Unirii, Piața Rosetti și Piața Romană. Pe statuia lui Mihai Viteazul din apropierea Universității București un tânăr flutura un tricolor fără stema comunistă.
În cursul după-amiezii, Nicolae Ceaușescu a ținut o teleconferință fulger cu prim-secretarii comitetelor județene de partid, în cadrul căreia a vorbit aproape numai el, declarând că evenimentele ultimelor zile sunt dovada unei acțiuni organizate și dirijate cu scopul destabilizării țării și îndreptate împotriva integrității și independenței României. S-a pronunțat pentru mobilizarea generală a întregului activ de partid și de stat, a tuturor forțelor armate, (Miliție, Securitate, unități militare). „Trebuie să demascăm și să respingem cu hotărâre această acțiune și să o lichidăm. Nu se poate pune decât problema lichidării în cel mai scurt timp a acestor acțiuni conjugate împotriva integrității, independenței, a construcției socialiste, a bunăstării poporului.” În continuare, a dat ordin pentru constituirea în fiecare întreprindere, până la nivelul de secții, a unor „grupe de apărare”. Monologul său a fost întrerupt doar pentru un scurt timp de doi participanți: prim-secretarul județului Cluj, Constantinescu, care a cerut - „pentru câteva zile măcar” - instituirea stării de necesitate și în municipiul Cluj-Napoca, iar primul-secretar al județului Brăila, Lungu, a raportat militărește: „Tovarășe secretar general, vă raportez că în adunările ținute cu comuniștii, cu oamenii muncii și-au exprimat totala indignare și au condamnat hotărât manifestările elementelor reacționare. Aici activitatea se desfășoară normal și hotărât pentru îndeplinirea sarcinilor de plan. Vă asigurăm că vom face totul pentru îndeplinirea indicațiilor ce ni le-ați dat. Am terminat, să trăiți.”

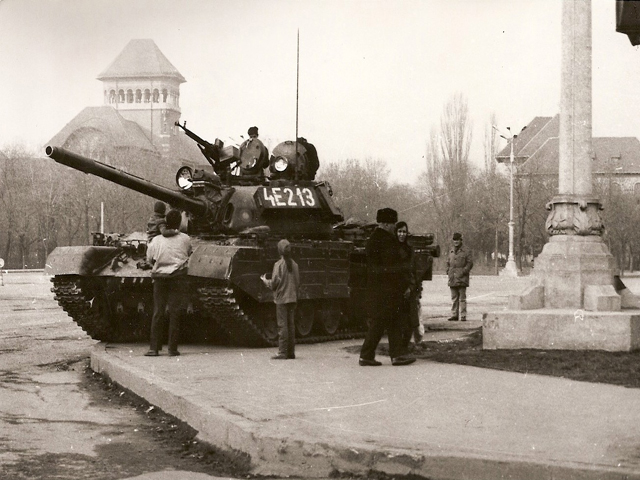
Tanc TR-85 pe străzile Bucureștiului

Cu trecerea timpului, la București tot mai mulți oameni ieșeau în stradă. Începând cu orele 18 a început reprimarea propriu-zisă care a durat până la a doua zi, ora trei dimineața. Protestatarii - neînarmați și neorganizați - au fost întâmpinați de soldați, tancuri, TAB-uri, ofițeri ai USLA (Unitatea Specială de Lupta Antiteroristă) și ofițeri de Securitate îmbrăcați în haine civile. Forțe numeroase și variate fuseseră mobilizate pentru alungarea și arestarea protestatarilor din Piața Romană și Piața Universității. Erau prezenți subofițeri de la FOI (Formațiunile de Ordine și Intervenție) ale Miliției, trupe de Securitate (Comandamentul Trupelor de Securitate), elevi ai Școlii de Securitate de la Băneasa, elevi ai Academiei Militare, militari MApN. Toate aceste forțe aveau la dispoziție mijloace de intervenție letale și neletale. Represiunea a început spre miezul nopții sub conducerea generalului Vasile Milea, ministrul Apărării Naționale. Se trăgea asupra mulțimii de pe clădiri, străzi laterale și din tancuri. S-au înregistrat multe victime prin împușcare, înjunghiere, maltratare, strivire de vehiculele armatei. Un TAB a intrat în mulțime în apropierea Hotelului Intercontinental. Pompierii blocau mulțimea cu jeturi de apă puternice, iar milițienii băteau și arestau oamenii. Protestatarii au reușit să construiască o baricadă de apărare în fața Restaurantului Dunărea, care a rezistat până la miezul nopții, dar a fost în cele din urmă doborâtă de forțele de ordine.

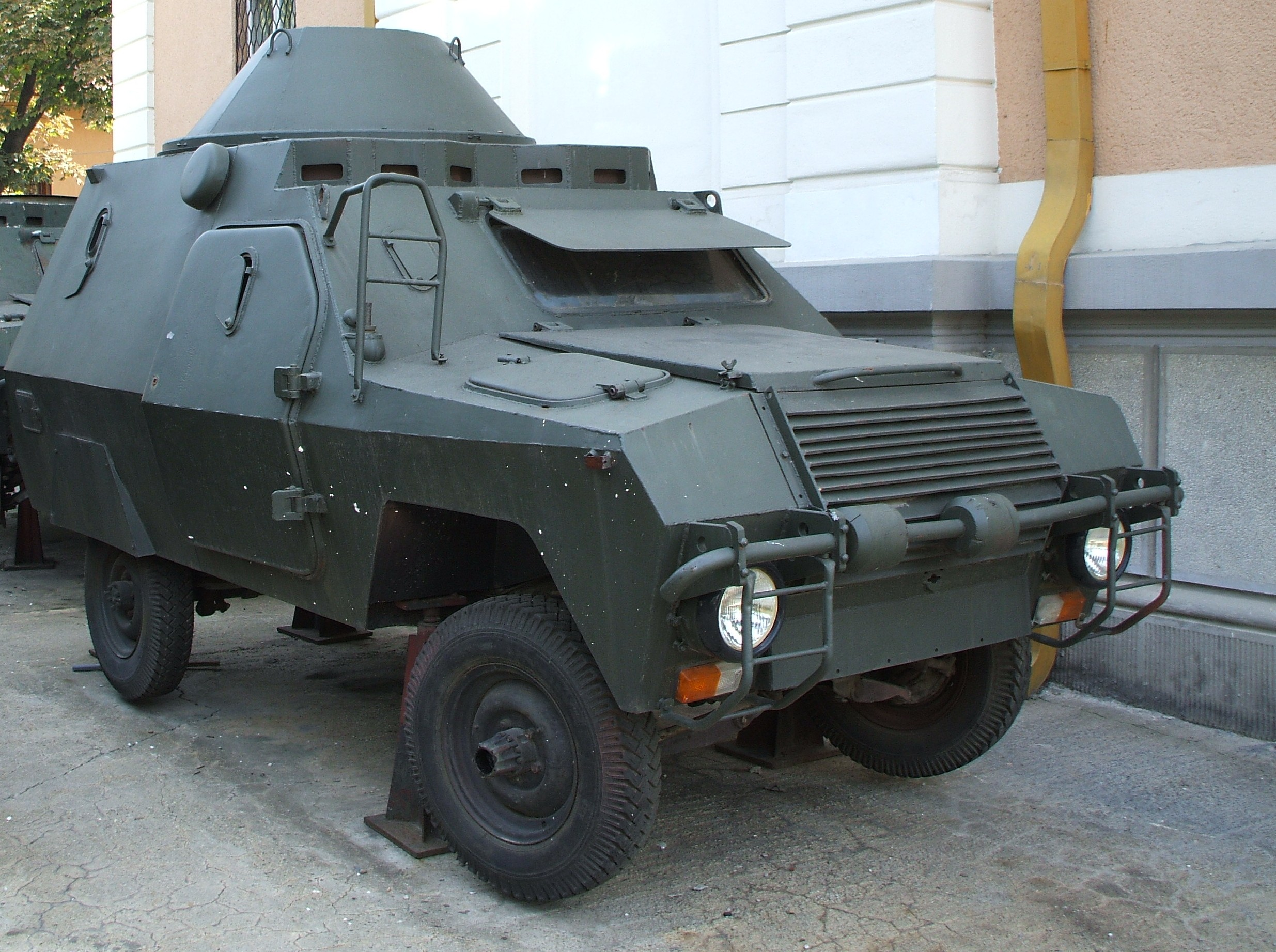
Transport blindat ABI100, ca cele prezente la revoluție

Cei capturați au fost adunați în puncte de colectare (unul se afla în fața Hotelului Negoiu, iar altul, în spațiul aflat în fața fostului Minister al Comerțului Exterior - stația de troleibuze Piața Universității), duși pentru identificare și înregistrare pe platoul fostei Miliții a Capitalei, iar apoi transportați la închisoarea Jilava.
Reprimarea a devenit foarte dură îndeosebi după lansarea zvonului între scutieri că în Piața Romană mai mulți colegi de-ai lor au fost înjunghiați cu șurubelnițe. La un moment dat, toți pasagerii care au coborât la stația de metrou Piața Universității (inclusiv femeile, bătrânii și copiii) au fost maltratați. Cei prinși erau bătuți, târâți pe jos, obligați să se culce pe burtă, unii peste alții, în grămezi. 
Focuri de armă continue s-au auzit până la 3:00 dimineața, oră la care supraviețuitorii au părăsit străzile. După înăbușirea revoltei, caldarâmul a fost spălat de sânge de mașinile pompierilor și Salubrității.
Răniții și morții au fost transportați mai ales la Institutul de Medicină Legală, Spitalul de Urgență, Spitalul Colțea și secția de neurochirurgie a Spitalului Gheorghe Marinescu. Procuratura Generală și Direcția Sanitară au interzis autopsierea victimelor decedate. S-a dat ordinul - la fel cum s-a procedat și cu revoluționarii uciși la Timișoara - de incinerare a cadavrelor, dar acest ordin nu a mai fost executat.
Bilanțul reprimării: 50 de persoane ucise, 462 rănite, 1.245 arestate și transportate la penitenciarul Jilava. Nicolae și Elena Ceaușescu au rămas în acea noapte în dormitorul special pregătit din clădirea Comitetului Central al PCR, pentru a fi informați operativ asupra desfășurării evenimentelor și a da indicații privind modul de acțiune. Cam pe la 1 noaptea, Vasile Milea și Iulian Vlad l-au informat pe Nicolae Ceaușescu că zona centrală a Bucureștilor a fost degajată de manifestanți.
Dovezi despre evenimentele din acea zi se află și în fotografiile făcute din elicopterele trimise să survoleze zona și de turiștii aflați în turnul hotelului Intercontinental, aflat lângă Teatrul Național București și peste drum de Universitate.

#### Arad
În dimineața zilei de 21 decembrie, începând cu orele 7:40, muncitorii din Întreprinderea de Orologerie Industrială, în urma unei întreruperi de curent, au încetat lucrul și au ieșit în mod organizat în stradă ca să manifesteze împotriva regimului Ceaușescu. Acestora li s-au alăturat muncitorii din celelalte întreprinderi arădene mari, uzinele UTA, CFR, Vagoane, Strungul și Tricoul Roșu, care au început marșul de protest spre centrul orașului în jurul orei 8:00. Aproape de centru, coloana de muncitori a fost somată de un baraj al armatei cu focuri de armă îndreptate spre cer. Protestatarii nu s-au speriat, ci au înaintat până în fața soldaților, unde au început să manifeste pașnic împotriva regimului. Primăria Aradului a fost înconjurată de forțele armatei. Piața din fața primăriei a fost ocupată de demonstranți care protestau pașnic, scandând lozinci precum Jos Ceaușescu!, Armata e cu noi!, Fără violență!.

### 22 decembrie

#### București

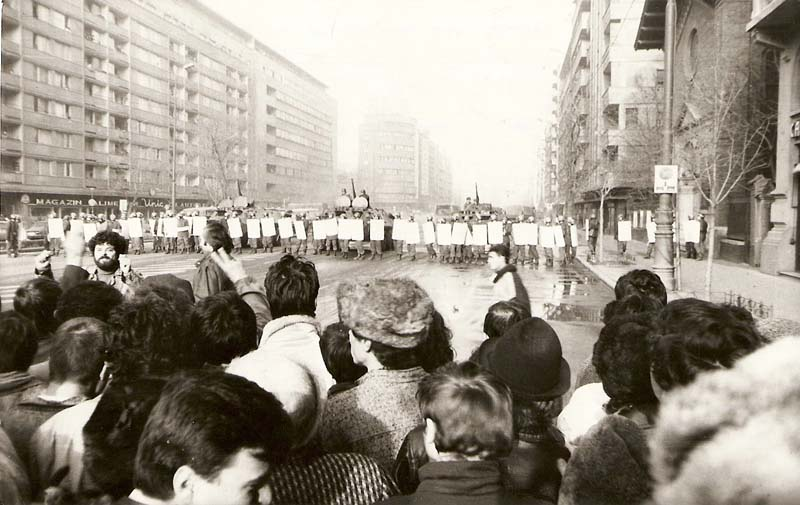
Manifestanți pe Bulevardul Magheru, București

Vestea înăbușirii în sânge a demonstrațiilor din ziua precedentă a ajuns în scurt timp la toată populația Bucureștiului. Mulți dintre supraviețuitorii măcelului din zona centrală a orașului au fugit spre zonele industriale, unde au relatat muncitorilor cele întâmplate.
Regimul plănuia organizarea de adunări ale muncitorilor la locurile de muncă, la care să fie condamnate „actele huliganice” și de destabilizare. Conform relatărilor ulterioare, muncitorii au refuzat și, din contră, s-a început organizarea de proteste și mai ample împotriva regimului. Pe la ora 7:00 dimineața, Elena Ceaușescu a fost informată că un mare număr de muncitori, de la mai multe platforme industriale, înaintau spre centrul Bucureștiului. Baricadele miliției care trebuiau să blocheze accesul spre Piața Universității și Piața Palatului s-au dovedit ineficiente. La 9:30, Piața Universității era plină de oameni. La presiunea masei imense de demonstranți, forțele armate (unități ale armatei, miliției și securității) au început să fraternizeze cu demonstranții.

##### Moartea generalului Milea
În aceeași dimineață, în jurul orei 9:30 ministrul apărării Vasile Milea s-a sinucis (dar unii susțin și acum că ar fi fost omorât din ordinul lui Ceaușescu). La ora 9:45 a început ședința de urgență a Comitetului Politic Executiv al partidului, la care nu s-a reușit să se ajungă la o decizie unanimă de a se trage în demonstranți. Până la urmă, s-a hotărât decretarea stării de necesitate pe teritoriul întregii țări. Decretul a fost citit și repetat de mai multe ori la radio (ora 10:11), apoi și la Televiziune (10:50). Imediat după citirea decretului, din ordinul lui Ceaușescu, a fost anunțată știrea că Milea a fost găsit vinovat de trădare și s-a sinucis pentru a scăpa de consecințe. 
Cea mai populară teorie era aceea că Milea ar fi fost asasinat ca răspuns la refuzul său de a respecta ordinele lui Ceaușescu. O anchetă ulterioară realizată prin exhumarea cadavrului a concluzionat, în noiembrie 2005, că acesta s-a sinucis într-adevăr cu pistolul unui ofițer de transmisioniști, Marius Tufan. S-a emis și ipoteza că intenția sa nu a fost sinuciderea, ci provocarea unei stări de incapacitate, însă glonțul i-ar fi secționat o arteră, provocându-i în scurt timp moartea. Această ipoteză este contrazisă de faptul că ministrul apărării nu și-a tras glonțul în membre sau alte părți nevitale ale corpului, ci spre inimă.
Aflând că Milea s-a sinucis, Ceaușescu l-a numit verbal ca ministru al apărării pe Victor Stănculescu. Generalii și ceilalți ofițeri din comandamentul aflat în clădirea CC au luat la cunoștință numirea lui Stănculescu și au respectat ordinele date de el. Stănculescu - după mărturiile sale ulterioare - a acceptat, dar a început să joace un joc dublu: pe de o parte se arăta loial cuplului dictatorial, iar pe de altă parte a început acțiuni care pot fi caracterizate drept lovitură de stat. La ora 10:07 a ordonat trupelor să se retragă în cazărmi și să „parlamenteze” cu demonstranții.

##### Manifestații

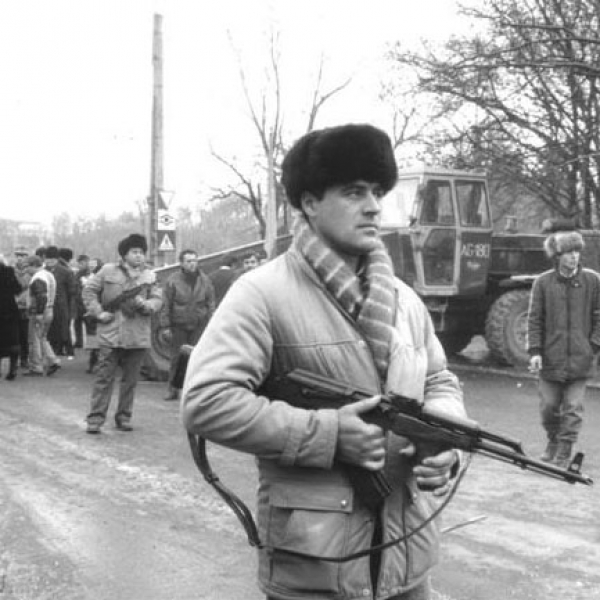
Civilii preiau controlul

După ora 10, venind din străzile laterale, mulțimea a început să ocupe piața din fața sediului CC. Astfel, la ora 11, erau circa 50.000 de oameni în piață, iar în orele care au urmat numărul lor s-a mărit la peste 100.000. În jurul orei 11:30, Ceaușescu a luat un portavoce și a încercat să se adreseze mulțumii de la balconul clădirii Comitetului Central al Partidului Comunist, dar a fost întâmpinat cu un val de dezaprobare și furie. Elicoptere împărțeau manifeste (care nu ajungeau la mulțime din cauza vântului nefavorabil) în care se cerea oamenilor să nu cadă victime ale recentelor "tentative de diversiune", să meargă acasă și să se bucure de sărbătoarea de Crăciun.
Echipa de transmisioniști din sediul CC nu transmitea decât ordinele lui Stănculescu, care a împiedicat ca ordinul gen. Eftimescu (care dispunea mișcarea blindatelor din fața Palatului Republicii la intrarea sediului CC) să fie executat. Refuzând să pună în aplicare ordinele represive ale lui Ceaușescu, care era comandantul suprem al armatei, Stănculescu a luat la cunoștință voința poporului exprimată de milioane de români care erau pe străzi și demonstrau împotriva regimului. Istoricul Ioan Scurtu scrie următoarele:
"Astfel, generalul Stănculescu a preluat asupra sa prerogativele Comandantului Suprem, care, potrivit Constituției, aparțineau Președintelui Republicii Socialiste România. Acest fapt a determinat pe unii istorici și neistorici să aprecieze că Stănculescu a dat o lovitură de Stat și, sprijinindu-se pe armată, a preluat puterea politică în România. O analiză, oricât de sumară, a situației din acea zi de 22 decembrie 1989 conduce la concluzia că notele telefonice menționate au fost rezultatul unei situații care nu fusese creată de generalul Stănculescu, ci de marea masă a populației, care devenise stăpână pe stradă. În acel context, armata nu putea să se confrunte cu sutele de mii de oameni; nu o făcuse pe parcursul zilei de 22 decembrie, când Ceaușescu se afla încă la putere și cu atât mai puțin o putea face acum, când sentimentul victoriei le dădea românilor și mai mult curaj. La ora 13.30, Nicolae Ceaușescu abandonase deja puterea și nu mai îndeplinea funcția de comandant suprem al armatei, nici pe cea de secretar general al P.C.R. și nici de Președinte al Republicii Socialiste România. Lovitura de Stat înseamnă înlăturarea conducătorului de la putere, dar la acea oră România nu mai avea un conducător. În consecință, generalul Stănculescu nu a avut împotriva cui să dea lovitura de Stat, întrucât o asemenea acțiune - dacă ar fi fost în intenția lui – rămăsese fără obiect. La 13:30, cel numit verbal de Ceaușescu în funcția de ministru al Apărării Naționale, a dat un ordin către armată, care se înscria în logica situației concrete." La rândul său, ex-generalul Victor Stănculescu a declarat următoarele: „M-am aflat între două plutoane de execuție: cel al lui Ceaușescu și cel al revoluționarilor!”. Stănculescu l-a „ales” apoi pe Iliescu dintre grupurile politice care încercau să preia puterea.

##### Evacuarea soților Ceaușescu
Văzând că soții Ceaușescu nu pot părăsi clădirea nici prin piață, cu TAB-ul, nici prin tunelurile subterane (care erau nefuncționale), generalul Marin Neagoe, comandantul Direcției a V-a Securității (care asigura paza sediului CC), a cerut elicoptere pentru evacuarea Ceaușeștilor. Generalul Stănculescu a vorbit cu generalul Iosif Rus, comandantul Aviației, care a trimis două elicoptere, însă numai unul a reușit să aterizeze pe terasa-acoperiș a clădirii CC. Pe lângă soții Ceaușescu și paza lor de corp, urcă în elicopterul pilotat de Vasile Maluțan doi demnitari comuniști: Emil Bobu și Manea Mănescu.
Ceaușescu a vrut să fugă cu elicopterul la unul din cele trei puncte de comandă militară secrete din țară (probabil la buncărul din zona Pitești, apostrofat mai târziu ca „punct atomic” într-un comunicat al televiziunii libere), dar avea deja de partea lui sprijinul generalului Rus, comandantul forțelor aeriene, care după scurt timp a dispus închiderea spațiul aerian al României. Spațiul aerian al țării a fost închis inițial din cauza că pe ecranele radar au început să apare zeci, sute, apoi mii de ținte aeriene care păreau să vină din direcția țărilor vecine. Aceste ținte s-au dovedit a fi false; făceau parte dintr-un război electronic.

##### După fuga soților Ceaușescu

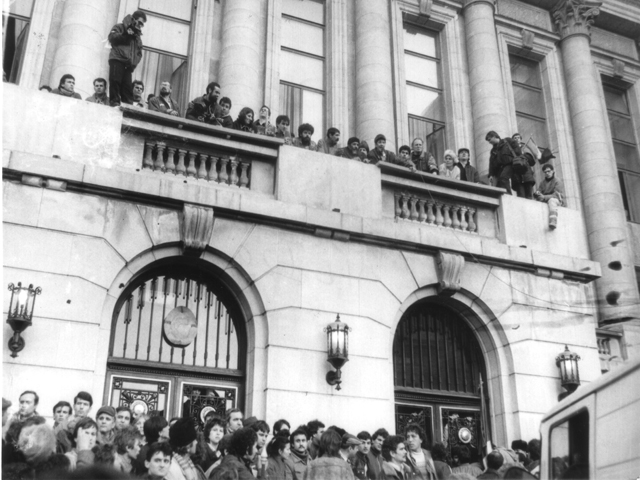
Balconul de la care Ceaușescu și-a ținut ultimul discurs, ocupat de protestatari

După fuga lui Ceaușescu din clădirea Comitetului Central se instalează haosul în București, precedat de o stare de euforie generală. Mulțimile descătușate invadează Comitetul Central, iar birourile oficialilor comuniști sunt vandalizate. Țintele preferate sunt portretele dictatorului și lucrările acestuia și ale soției lui, aruncate pe fereastră în semn de izbândă și dispreț.
În jurul orei 12:30, Televiziunea a fost ocupată de revoluționari. În jurul orei 12:50, Televiziunea Română își reia emisia. Mircea Dinescu și Ion Caramitru apar în fruntea unui grup de revoluționari, anunțând exaltați fuga dictatorului prin fraza „Fraților, am învins!”.
Haosul din București cuprinde întreaga țară. La vestea fugii cuplului dictatorial, în majoritatea localităților din România au avut loc manifestații spontane de protest față de regimul ceaușist și de solidarizare cu revoluția. La unele manifestații de acest fel populația a atacat sedii de partid și de stat și posturi de miliție. Câțiva lucrători de miliție au fost linșați.
Petre Roman citește de pe balconul CC al PCR Declarația în trei puncte a „Frontului Unității Poporului”, care este citită în jurul orei 15:00 și la Televiziune.
În cursul după-amiezii se conturează trei centre de putere:
1. La Televiziune, unde se aflau Mircea Dinescu, Ion Caramitru și personajul cel mai important, sosit după ora 14:00, Ion Iliescu;
2. La sediul CC al PCR, unde erau pe de o parte revoluționarii pătrunși, și pe de altă parte grupul lui Ilie Verdeț, care a încercat să formeze un nou guvern, dar după numai 20 de minute a căzut, fiind huiduit de mulțime: „Fără comunism!”
3. La Ministerul Apărării, unde se afla generalul Victor Stănculescu

În cele din urmă, grupul lui Iliescu se deplasează la sediul CC al PCR, sunt rostite cuvântări, apoi se întorc la Televiziune, iau legătura cu gen. Stănculescu și în jurul orei 23:00 este anunțată constituirea Consiliului Frontului Salvării Naționale, ca noul organ al puterii.

### După 22 decembrie: activitatea contrarevoluționară
Procesul de preluare a puterii de către noua structură politică Consiliul Frontului Salvării Naționale (CFSN), care provenea în principal din cel de-al doilea eșalon al Partidului Comunist, nu era încă încheiat.
Odată cu lăsarea serii, obiective importante atât în București (după ora 18:30) cât și în provincie sunt atacate cu arme de foc de indivizi necunoscuți. Ei primesc eticheta de teroriști, iar populația și armata sunt chemate să apere cuceririle fragede ale revoluției. Unele dintre atacurile armate sunt doar simulate cu niște aparate care emit numai efecte de sunet și lumină. De la Televiziune sunt transmise informații neverificate, contradictorii, care creează o situație confuză și o stare de psihoză generală. Se vor înregistra numeroși morți și răniți, pagube materiale.
Au avut loc lupte înverșunate care au continuat și în următoarele 3 zile. Noua conducere, Ion Iliescu personal, prin televiziune și radio, a făcut apel la populație să iasă din nou pe străzi și să apere cuceririle revoluționare. Forțele loiale fostului regim (asimilate „teroriștilor”) au deschis focul asupra mulțimii și au atacat puncte vitale ale vieții socio-politice: televiziunea, radioul, sediile companiei de telefoane, precum și Casa Scânteii și oficiile poștale din cartierul Drumul Taberei; Piața Palatului; Universitatea și Piața Universității (una dintre principalele intersecții ale orașului); aeroporturile Otopeni și Băneasa; spitale și Ministerul Apărării.
Unii foști angajați ai forțelor de represiune au intrat în acțiune, cu scopul de a crea panică și teroare. Câteva cuiburi teroriste sunt distruse de însăși fostele unități ale Securității, de exemplu USLA, care a acționat de partea revoluționarilor în zona Drumul Taberei, Ministerului Apărării și clădirii Marelui Stat Major. Se înregistrează și incidente regretabile caracterizate de literatura militară ca „friendly fire” (foc executat asupra forțelor proprii). Astfel, la Aeroportul Internațional Otopeni sunt trimise niște întăriri, dar apărătorii cred că sunt atacanți și deschid focul asupra lor, omorând în jur de 50 de militari.
La ora 21:00, pe 23 decembrie, tancuri și câteva unități paramilitare au mers să protejeze Palatul Republicii.
S-au distribuit arme către mulți civili, care acționau în colaborare cu unitățile armatei. Ofițerii Departamentului Securității Statului și alte cadre ale Securității sosite pentru a-și „demonstra loialitatea față de cauza revoluției” erau, cel puțin la nivel declarativ, în subordinea celor din armată, iar coordonarea acțiunilor de luptă a avut mult de suferit.
Riposta, în majoritatea cazurilor exagerată, a celor care făceau parte din dispozitivele militare sau mixte (formate din soldați, civili, luptători din gărzile patriotice) asupra locurilor din care se trăgeau focuri răzlețe ori se presupunea că se executau trageri cu muniție de război a avut drept consecință pierderea de vieți omenești și mutilarea gravă a zeci de persoane. La orice mișcare suspectă (de exemplu, deschiderea unei ferestre, sau mișcarea unei perdele) se trăgea haotic cu muniție de război argumentându-se că „teroriștii roiesc” și atacă de peste tot, informații susținute și difuzate în special prin intermediul Televiziunii de stat de diverse persoane.
Articol apărut în ziarul Expres: „Suprapuse Direcției a V-a și USLA comandourile USLA erau constituite din indivizi care “lucrau” acoperiți în diferite posturi. Erau studenți străini, doctoranzi și băștinași devotați trup și suflet dictatorului. Foarte mulți erau arabi și cunoșteau cu precizie cotloanele Bucureștiului, Brașovului și ale altor orașe din România. Pentru antrenament aveau la dispoziție cîteva centre de instruire subterane: unul era în zona Brașovului, iar altul–se pare–chiar sub sediul fostului CC-PCR, poligon care au dat din întîmplare cîțiva revoluționari în timpul evenimentelor din decembrie.”;

Declarația lui Savin Chirițescu: „Vreau să arăt că subsemnatul și mai mulți colegi din aceeași unitate de tancuri [UM 01060 București-Pantelimon] am capturat teroriști arabi (dintre care unul ne-a spus că este din Beirut) înarmați, pe care i-am predat la Marele Stat Major. Unul era student, am găsit asupra lui un pistol mitralieră de calibrul 5.62 seria UF 060866, cu cadență de ambreiaj, lung de vreo 40 cm, portabil pe sub haine: arma părea făcută dintr-un plastic foarte dur, cu excepția țevii și a mecanismului de dare a focului.”
La 24 decembrie, Bucureștiul era un oraș în război. Tancuri, TAB-uri și camioane continuau să patruleze prin oraș și înconjurau punctele problematice pentru a le proteja. La intersecțiile din apropierea obiectivelor strategice au fost construite blocaje rutiere; focuri de armă automată au continuat în Piața Universității și în zonele învecinate, în Gara de Nord (principala stație CFR din oraș) și în Piața Palatului.

### Procesul și execuția soților Ceaușescu
Generalul Vasile Ionel a fost însărcinat cu organizarea procesului soților Ceaușescu, în legătură cu care Silviu Brucan, Gelu Voican Voiculescu și Ion Iliescu i-au cerut să-i suprime pe Elena și Nicolae Ceaușescu. Procesul a început pe 25 decembrie la ora 13:20 și s-a terminat în jurul orei 14:40, în garnizoana din Târgoviște.
Capetele de acuzare erau:
1. Genocid - peste 60.000 victime;
2. Subminarea puterii de stat prin organizarea de acțiuni armate împotriva poporului și a puterii de stat. Infracțiunea de distrugere a bunurilor obștești, prin distrugerea și avarierea unor clădiri, explozii în orașe etc.
3. Subminarea economiei naționale.
4. Încercarea de a fugi din țară pe baza unor fonduri de peste un miliard de dolari depuse la bănci în străinătate.

Sentința de condamnare la moarte a fost pronunțată la ora 14:45 și, deși verdictul admitea recurs, a fost executată cinci minute mai târziu, la ora 14:50, în curtea garnizoanei, lângă clădirea corpului de gardă. Unul din avocați motivase că din moment ce inculpații nu recunosc tribunalul, nu mai există cale de atac a sentinței, așa că decizia trebuia să devină definitivă.

## Urmări

### Reacția internațională

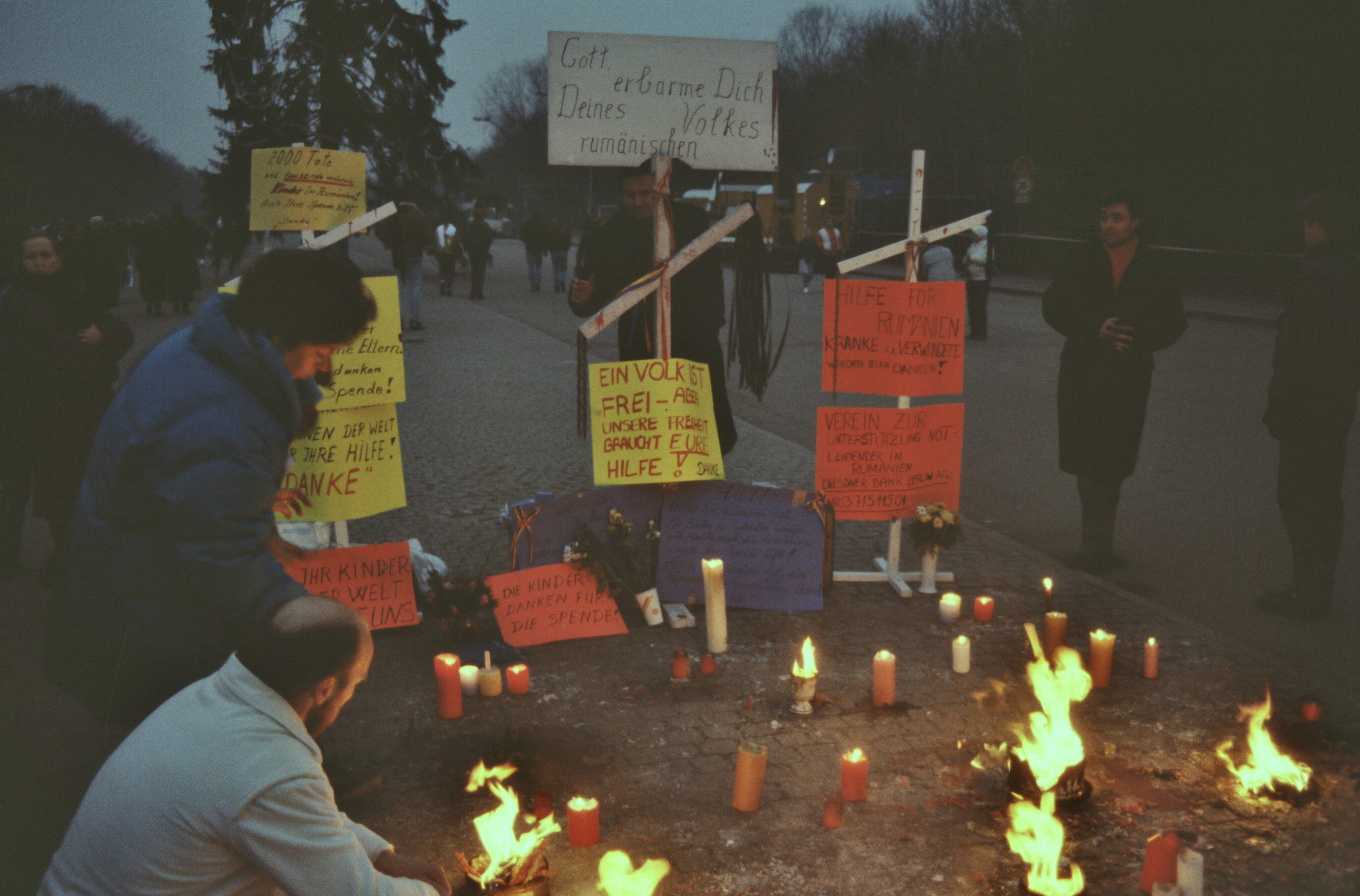
Proteste de solidaritate la Berlin

Opinia publică internațională, conducătorii statelor, au început să trimită mesaje de sprijin al revoluției române. Au trimis mesaje de sprijin: SUA (președintele George H. W. Bush), URSS (președintele Mihail Gorbaciov), Ungaria (Partidul Socialist Ungar), nou-constituitul guvern al Germaniei de Est (în acel moment cele două Germanii nu se uniseră încă), Bulgaria (Petar Mladenov, secretar-general al Partidului Comunist Bulgar), Cehoslovacia (Ladislav Adamec, lider al Partidului Comunist Cehoslovac, și Václav Havel, scriitorul dizident, conducător al revoluției și viitor președinte al Republicii), China (ministrul Afacerilor Externe), Franța (președintele François Mitterrand), Germania de Vest (ministrul de externe Hans Dietrich Genscher), OTAN/NATO (secretarul general Manfred Wörner), Regatul Unit (primul-ministru Margaret Thatcher), Spania, Austria, Țările de Jos, Italia, Portugalia, Japonia (Partidul Comunist al Japoniei) și RSS Moldovenească.

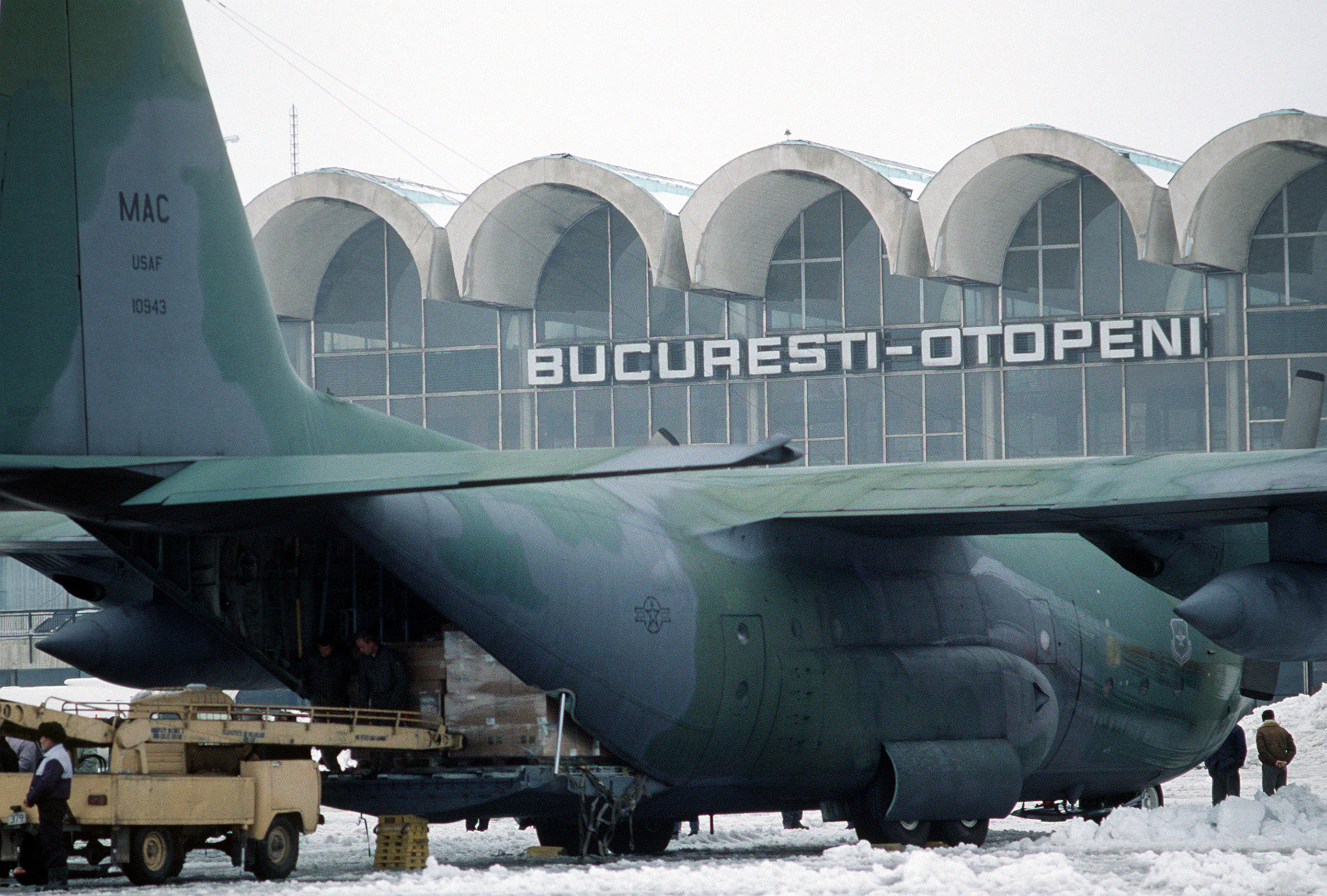
Aeronavă USAF C-130 Hercules cu provizii medicale pe Aeroportul Otopeni pe 31 decembrie 1989

Sprijinul moral a fost urmat de sprijin material. Mari cantități de alimente, medicamente, îmbrăcăminte, echipament medical, printre altele, au fost trimise în România. În lume, presa a dedicat pagini și uneori chiar ediții întregi revoluției române și conducătorilor acesteia.

### Preluarea puterii de către CFSN

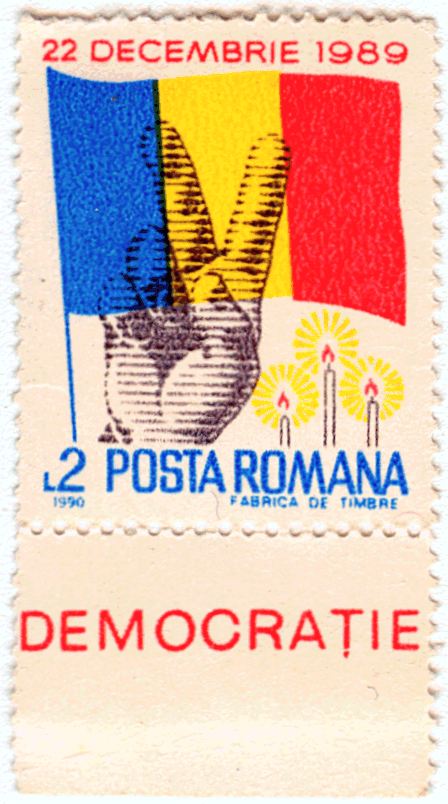
Timbru din 1990

Fost membru al conducerii Partidului Comunist și aliat al lui Ceaușescu, înainte de a cădea în dizgrațiile dictatorului la începutul anilor 1980, Ion Iliescu s-a impus ca președinte al Frontului Salvării Naționale. Frontul Salvării Naționale, format în principal din membri ai eșalonului secund al Partidul Comunist, și-a exercitat imediat controlul asupra instituțiilor statului, inclusiv mediile informative, ca televiziunea și radioul naționale. FSN a folosit controlul asupra presei în scopul de a lansa atacuri în stil propagandist la adresa oponenților politici, în special partidele democratice tradiționale, care urmau să fie refondate după 50 de ani de activitate subterană (Partidul Național Liberal și Partidul Național Țărănesc Creștin Democrat). Cu ocazia primelor alegeri post-comuniste din 20 mai 1990, Silviu Brucan - membru FSN, a susținut că Revoluția din 1989 nu a fost anti-comunistă, fiind doar împotriva lui Ceaușescu.  În 1990, Ion Iliescu a reușit să devină primul președinte ales democratic al României de după Al Doilea Război Mondial.

### Conflictul interetnic de la Târgu Mureș
În perioada 17-19 martie 1990, au avut loc ciocniri sângeroase la Târgu-Mureș între populația de etnie română și cea maghiară. Aceste evenimente tragice au fost folosite ca pretext pentru reconstituirea unor servicii secrete independente (SRI) sub conducerea lui Virgil Măgureanu. Majoritatea foștilor angajați ai Securității au fost preluați de acest serviciu.

### Mineriadele
Revoluția i-a conferit României o mare solidaritate din partea lumii exterioare. Inițial, o mare parte din această solidaritate a fost inevitabil redirijată spre guvernul Frontului Salvării Naționale. Mare parte din acea solidaritate a fost spulberată în timpul mineriadei din iunie 1990 când minerii și poliția au răspuns la apelurile președintelui Iliescu, invadând Bucureștiul și brutalizând studenții și intelectualii care protestau împotriva deturnării revoluției române de către foști membri ai conducerii comuniste sub auspiciile Frontului Salvării Naționale. 

### Integrarea europeană

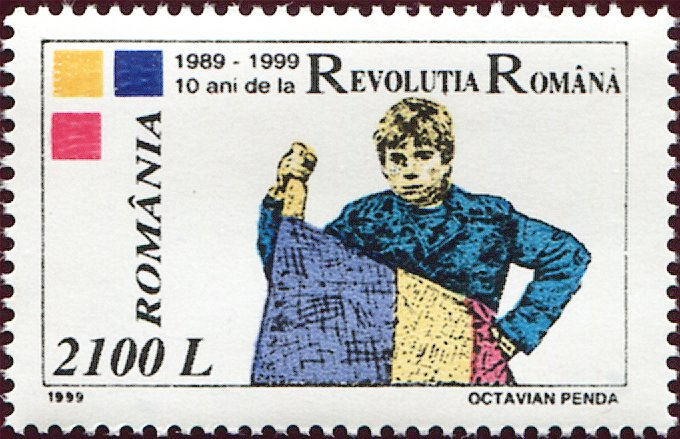
Timbru din 1999 care indică aniversarea de 10 ani de la Revoluția Română

Ion Iliescu a rămas o figură centrală a politicii românești, fiind reales pentru al treilea mandat de președinte în 2000, după ce în perioada 1996-2000 președinte al României a fost Emil Constantinescu. Supraviețuirea politică a fostului om de încredere al lui Ceaușescu a demonstrat ambiguitatea revoluției române, cea mai violentă din anul 1989, dar și o revoluție care, potrivit unora, nu a produs destulă schimbare. Adrian Năstase a fost învins de Traian Băsescu în alegerile prezidențiale din 2004. În 2005, a fost inaugurat Monumentul Renașterii Naționale, care comemorează victimele Revoluției. Din martie 2004, România este membră a NATO, iar din 1 ianuarie 2007 a Uniunii Europene.

## Victime
| Oraș        | Morți | Răniți |
| ----------- | ----- | ------ |
| București   | 564   | 1761   |
| Sibiu       | 99    | 100    |
| Timișoara   | 93    | 373    |
| Brăila      | 42    |        |
| Brașov      | 39    |        |
| Constanța   | 32    | 116    |
| Cluj        | 29    | 58     |
| Arad        | 19    | 38     |
| Târgu Mureș | 7     | 18     |
| Hunedoara   | 6     | 19     |
| Cisnădie    | 2     | 10     |
| Pitești     | 1     |        |
| Total       | 1104  | 3321   |

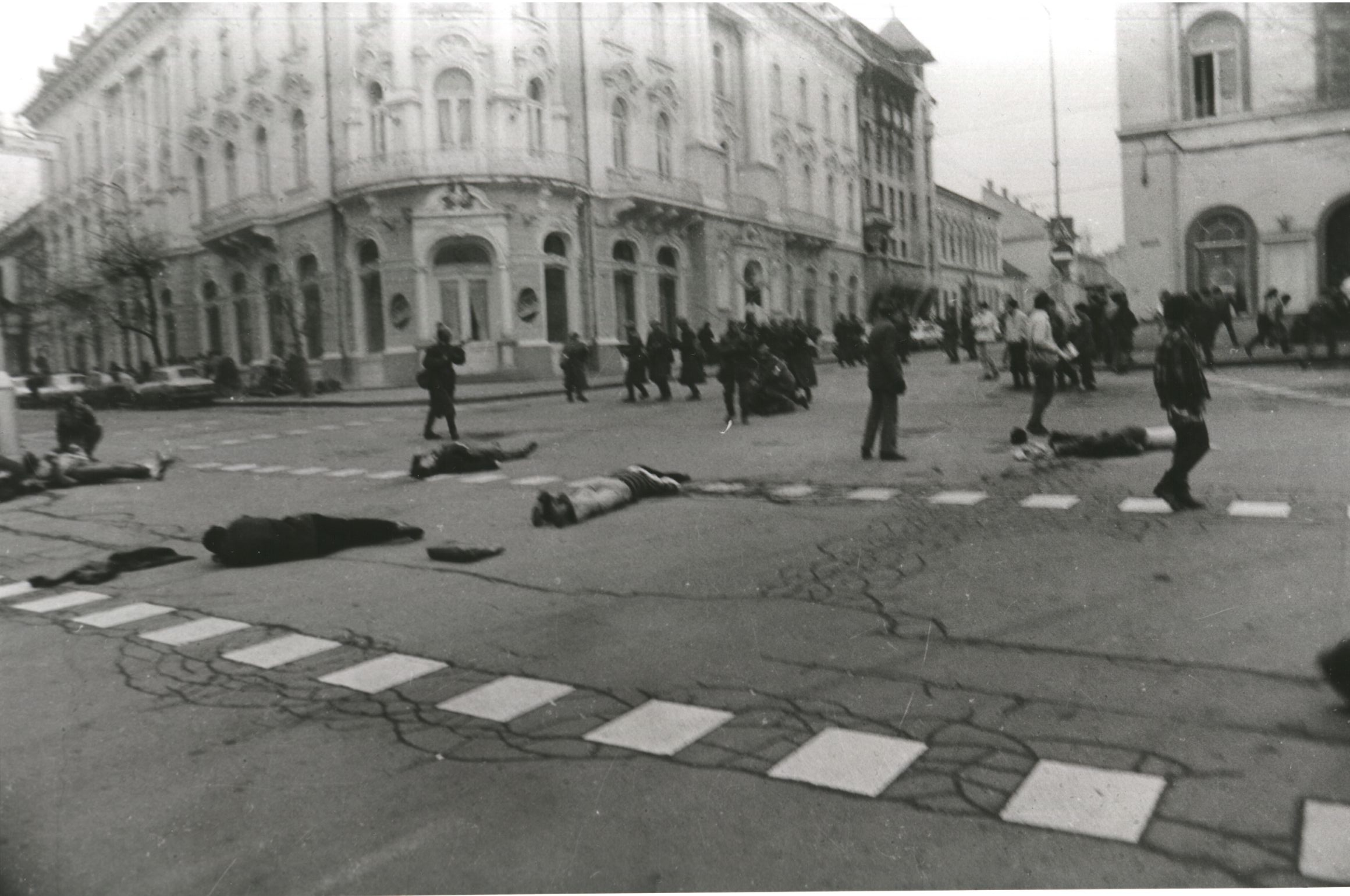
Victimele din Cluj-Napoca, Piața Unirii

Pe durata revoluției, potrivit datelor oficiale, numărul decedaților și mutilaților prin împușcare, înainte de 22 decembrie 1989, este de aproximativ 7 ori mai mic decât cel al victimelor înregistrate după această dată. Conform evidențelor din anul 2005, întocmite de Secretariatul de Stat pentru Problemele Revoluționarilor (SSPR), instituție aflată în subordinea Guvernului României, numărul total al celor decedați prin împușcare pe durata revoluției a fost de 1142, al răniților de 3138, iar al celor reținuți se ridica la 760. Au fost înregistrați nu mai puțin de 748 de copii urmași de eroi-martiri. Cifrele menționate fac referire doar la victimele care au fost declarate, înregistrate și verificate conform Legii recunoștinței față de eroii-martiri și luptătorii care au contribuit la victoria revoluției române din decembrie 1989.
Conform datelor din rechizitoriile întocmite de parchetele militare, în rândurile militarilor s-au înregistrat 260 de decedați și 545 de răniți, iar de la Direcția Securității Statului au murit în urma incidentelor din revoluție 65 de angajați și au fost declarați 73 de răniți.
Pro TV a afirmat că 860 oameni au fost omorâți după 22 decembrie 1989. Altă sursă dă cifra de 306 oameni omorâți între 17 și 22 decembrie 1989. Conform acestei surse, 112 persoane au decedat în luna decembrie 1989, dar nu se cunoaște data (ziua) decesului, iar 44 de persoane au decedat la spital după Revelion în urma rănilor primite în luna decembrie 1989.

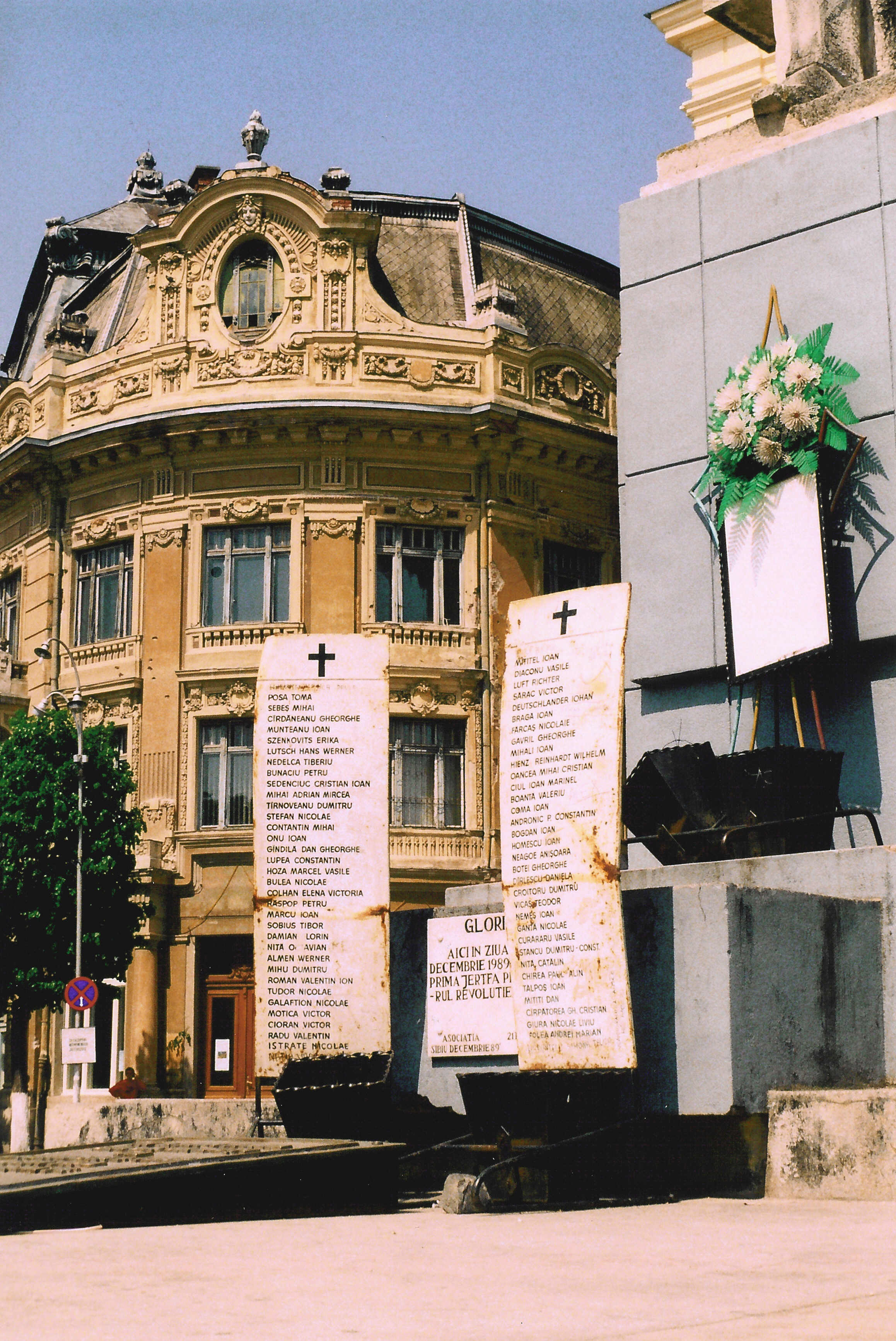
Memorialul eroilor revoluției la Sibiu

Instituțiile militare implicate în evenimentele din decembrie 1989 au evitat să ofere mult timp date despre cadrele împușcate sau rănite. După data de 22 decembrie au fost reținuți peste 1000 de civili și circa 1500 de militari, milițieni sau securiști, motivându-se că aceștia ar fi desfășurat acțiuni împotriva revoluției. Numai de la Direcția a V-a (UM 0666), unitate din cadrul Departamentului Securității Statului care avea ca principale misiuni paza și apărarea conducerii superioare de partid și de stat, dar și a unor obiective considerate de importanță națională, au fost reținute ca suspecte 341 de cadre. Toți reținuții suspectați de terorism au fost eliberați fără a li se aduce nicio acuzație.
Pentru mușamalizarea unor fapte, sau pur și simplu din nepăsare, multe victime nu au fost înregistrate. Nu toate persoanele împușcate au fost înmormântate oficial la cimitire ale eroilor, iar unii martori, dar și răniții și reținuții au preferat, din diverse motive, să nu facă declarații. S-a estimat de către procurorii militari care au anchetat în cauza revoluției că numărul morților și răniților ar putea fi sensibil mai mare decât cifrele cunoscute oficial.
Pe durata confruntărilor din decembrie 1989 au existat victime din ambele tabere (manifestanți și forțe de ordine). Cele mai multe victime au fost înregistrate la București.
Pe 22 decembrie la ora 23:00, Jean-Louis Calderon, jurnalist francez de la postul de televiziune Canal 5, a fost călcat de șenilele unui tanc în Piața Palatului, la București.

### Incendierea Bibliotecii Centrale Universitare
Biblioteca Centrală Universitară din București a fost incendiată în circumstanțe incerte, peste 500.000 de cărți, împreună cu aproximativ 3.700 de manuscrise, au fost distruse.

## Studierea Revoluției

### Cercetarea crimelor comise în timpul revoluției

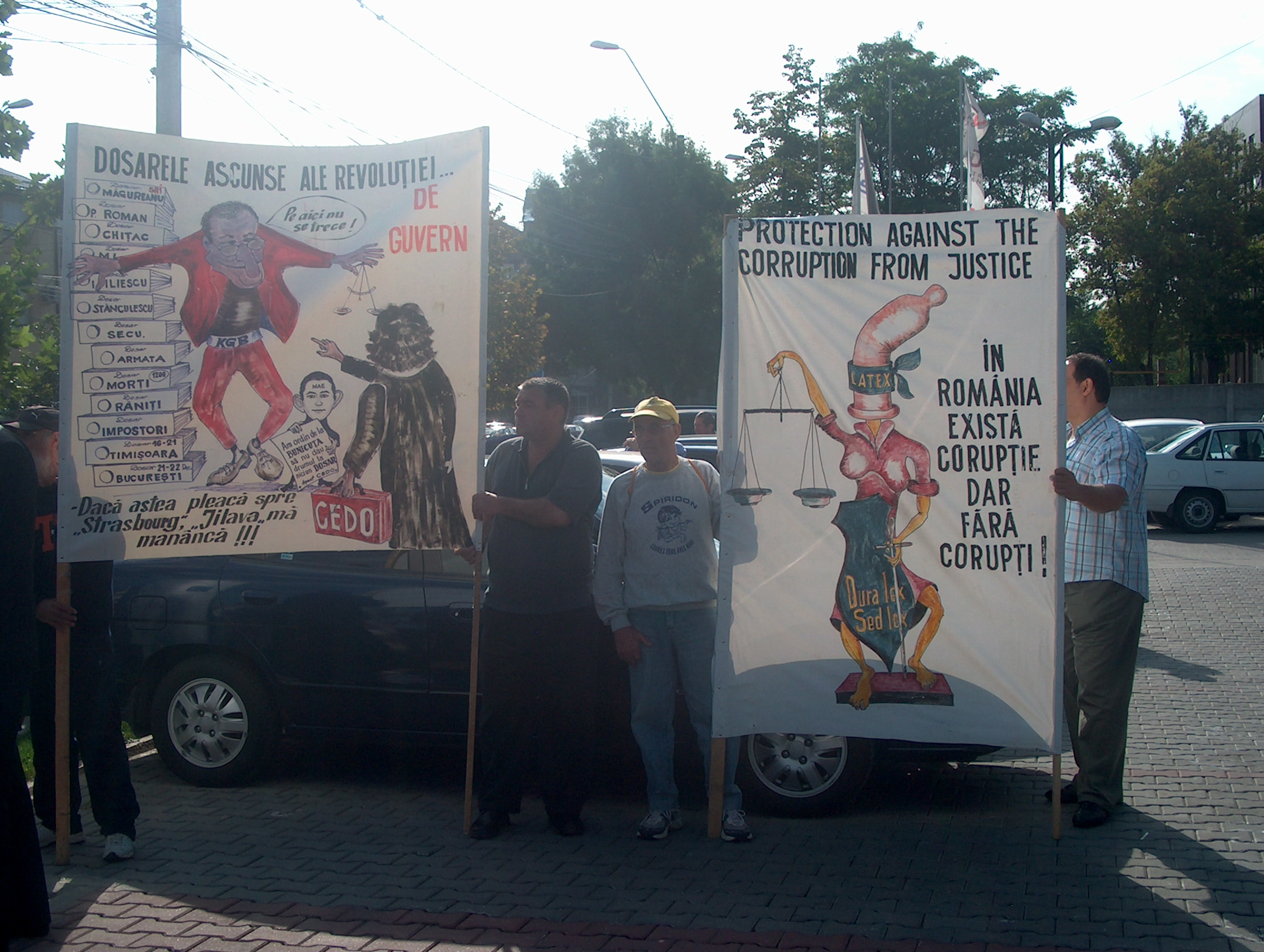
Manifestație în anul 2009 a „Asociației 21 Decembrie” din București pentru urgentarea dosarelor revoluției

Adevărul despre Revoluția din decembrie 1989 a fost bine ascuns de guvernanți, care au invocat secretul de stat pentru ca documentele emise în acele zile să nu fie dezvăluite.
Nici o persoană nu a fost oficial acuzată până în momentul de față de comiterea unor acte de terorism în cadrul revoluției din 1989.
„Conflictele interetnice din martie 1990 de la Târgu Mureș vor abate un timp atenția opiniei publice de la problemele revoluției. Este de remarcat că mulți dintre politicienii care s-au afirmat în urma acestui conflict, prin eforturile lor de apărare a patriei în fața primejdiei ungurești, s-au arătat ulterior și susținători ai amnistierii vinovaților din decembrie 1989.”
Dosarele care au fost întocmite, câteodată într-un mod sumar, fără respectarea tuturor formalităților, nu au fost prelucrate în mod corespunzător și la termenele legale. Procurorul militar general-maior Dan Voinea - adjunctul în 2008 al șefului Parchetelor Militare, care s-a ocupat cel mai mult cu cazul Revoluția din 1989 și mineriadele de mai târziu - a criticat tergiversarea rezolvării acestor cazuri, dar a fost criticat el însuși de Procurorul General al României, Laura Codruța Kovesi, care a cerut destituirea lui din funcție.
Persoane identificate de anchetatori ca acționând împotriva populației au fost angajați ai fostelor forțe de represiune din Miliție, Armată, Securitate, gărzi patriotice și uneori informatori, aproape în exclusivitate cetățeni români.,
Mai târziu - în cadrul a ceea ce a fost numit de cercetătorul american Richard Andrew Hall, ca „revizionism securist” - favorizați ai fostului regim au încercat să răspândească diferite teorii conspiraționiste. De exemplu, fostul gardian al lui Ceaușescu, locotenentul-colonel de Securitate Dumitru Burlan, îi acuză pe generalii care erau implicați în lovitura de stat condusă de generalul Victor Stănculescu că ei încercau să creeze scenarii fictive cu teroriști, cu scopul de a induce teama și de a aduce armata de partea conspiratorilor.
În schimb, persoanele care au comis atacuri împotriva sediilor milițiilor din câteva județe, în special în județele Harghita și Covasna locuite în majoritate de secui, au fost arestate și judecate, iar milițienii linșați - care erau cadre urâte de populație din cauza contribuției lor la represiunea comunistă - au fost avansați în grad post-mortem, li s-a acordat titlu de revoluționar, iar familiilor lor au fost plătite despăgubiri financiare.
Anchetarea celor care au făcut parte din aparatul represiv al statului comunist și au ucis revoluționari, a fost și ea tergiversată. În majoritatea cazurilor s-a dispus neînceperea urmăririi penale, ori inculpații au fost achitați, ori au primit amnistie, sau au fost grațiați de președintele României. Mulți ofițeri și alți demnitari de partid care în decembrie 1989 au contribuit la înăbușirea în sânge a revoltelor populare au fost cooptați în noile structuri ale puterii de stat, sau și-au făcut carieră în lumea afacerilor.
În iunie 2017, Înalta Curte de Casație și Justiție a trimis în judecată pe Ion Iliescu, Petre Roman, Gelu Voican Voiculescu, Virgil Măgureanu, Miron Cozma și alții pentru infracțiuni contra umanității săvârșite in timpul mineriadei din iunie 1990.
În decembrie 2018, procurorii de pe lângă Înalta Curte de Casație și Justiție au dispus punerea în mișcare a acțiunii penale față de inculpații Ion Iliescu, Gelu Voican Voiculescu, Iosif Rus și Emil Dumitrescu, sub aspectul săvârșirii infracțiunilor contra umanității. Primii trei au fost trimiși în judecată în aprilie 2019. Din motiv de deces, acțiunea penală a fost împiedicată împotriva acestora: Vasile Milea, Nicolae Militaru, Victor Atanasie Stănculescu, Emil Dumitrescu, Nicolae Eftimescu, Silviu Brucan și Ion Hortopan. În octombrie 2019, se anunță că dosarul lui Petre Roman va fi trimis judecătorului.

### Institutul Revoluției
Din 2004 s-a înființat Institutul Revoluției Române din Decembrie 1989, organism al statului român care are menirea să studieze istoria revoluției. Conform unei declarații a lui Lorin Fortuna, membru în conducerea acestui institut, „discuțiile despre faptul că a fost revoluție sau lovitură de stat pot avea și o conotație juridică (...) În decembrie 1989 a fost o revoluție, așa este prevăzut și în Constituție, iar cine neagă acest adevăr este pasibil de pedeapsă.”.

### Asociații și inițiative legate de Revoluție
- Asociația 21 decembrie 1989.
- Asociația Memorialul revoluției 16-22 decembrie 1989, Timișoara, înființată pe 26 aprilie 1990, cu scopul statutar de a cinsti memoria victimelor.
- Asociația 17 Decembrie din Timișoara.
- Asociația Răniții revoluției din 22 decembrie 1989, Sibiu.
- Organizația Revoluționară 1989 Arad.
- Asociația răniților și urmașilor celor decedați în decembrie 1989 - Arad.
- Portalul Revoluției, lansat la 27 august 2005 de „Consiliul Municipal Provizoriu de Reprezentare Cetățenească Brașov”.
- Comitetul de Reprezentare a Victimelor Comunismului.